# 야마시타 토모히사
야마시타 토모히사(山下 智久, 1985년 4월 9일 ~ )는 일본의 가수, 배우이다. 애칭은 야마삐(山P, やまぴー). 신체 175cm, 혈액형은 A형.
일본 지바현 후나바시시 출신. 메이지 대학 상학부 졸업.
2020년 10월까지는 쟈니즈 사무소에 소속해, 남성 아이돌 그룹 NEWS(2003년 ~ 2011년) 멤버이자, 솔로로서 활동.
다음 11월부터는 독립해, HIGH HOPE ENTERTAINMENT을 설립하고 활동 영역을 일본 외, 해외에도 넓히고 있다.

## 약력

### 주니어 시절
1996년, 11세 때, TV 드라마 《목요일의 괴담》에 출연한 타키자와 히데아키를 동경해, 어머니에게 부탁해 자니즈 사무소에 이력서를 보내, 오디션을 받아 입소했다. 분명히 「합격」이라고는 말하지 않고, 주말의 레슨에 불리거나 불리지 않는 불안한 날들이 잠시 계속되어, 이제 안 되는 것이라고 생각하기도 했다고 한다. 처음으로 자니즈 Jr.로서 프로그램에 출연하게 된 날은, 학교에서는 너무 서두르다 골절. 의사로부터 수술을 진행했음에도 불구하고, 통증을 참고 깁스를 하고 녹화에 참가했다가 그 덕분에 「너, 근성 있구나」라고 평가되어 다음주부터도 계속 레슨에게 불리게 되었다.
자니즈 주니어로서 활동은 KinKi Kids나 V6, 타키 & 츠바사의 백댄서를 맡고 있었고, 인기 버라이어티 프로그램 「8시다 J」등에 출연. 1998년 6월에는 동기의 이쿠타 토마와 2명으로 B.I.G. East(동년 9월에는 새롭게 5명이 더해져 B.I.G.로 개명)로서도 활동했다. 1999년, 14세 때에는 《뽀이!》에서 연속 드라마 첫 주연을 완수, 그 후도 《이케부쿠로 웨스트 게이트 파크》나 《런치의 여왕》등 데뷔 전부터 많은 화제작에 출연. 2002년에는 이쿠타 토마, 하세가와 준, 카자마 슌스케와 4명으로 Four Tops 라는 유닛을 구성해, 레귤러로 출연한 《더 소년구락부》에서는 「P짱의 나홀로」라는 코너도 담당했다. 또, 자니즈 주니어의 초대 리더·타키자와에게 “후계자”로서 눈길을 받아, 2대째의 리더에도 취임, “쟈니스 Jr. 황금기”로부터 계속되는, Jr. 인기를 견인했다.

### 그룹 시절
2003년 9월 15일, NewS의 멤버로 선정되어, 같은 해 11월 7일에 싱글 〈NEWS 일본〉으로 CD 데뷔. 2011년에 탈퇴할 때까지 그룹의 리더를 맡아, 센터로서도 활약했다.
2004년 2월 13일에 호리코시 고등학교를 졸업하고, 같은 해 4월, 일반 추천으로 메이지 대학 상학부 입학. 2005년 11월, 《노부타 프로듀스》에서 카메나시 카즈야와 기간 한정 유닛 슈지와 아키라를 결성. 주제가 〈청춘 아미고〉를 발매하고 밀리언셀러의 대히트가 된다.
2006년에는 《쿠로사기》로 프라임타임의 연속 드라마 단독 첫 주연을 맡고, 5월 31일 주제가 〈안아줘 세뇨리타〉로 솔로 CD 데뷔. 80만장 이상을 판매하는 대히트가 되었다. 8월에는 태국 아이돌 "골프 앤 마이크"(Golf & Mike)와 자니스 사무소 최초의 국제 유닛 GYM(Kitty GYM)을 기간 한정으로 결성해, 8월 30일에 싱글 〈피버와 퓨처〉 발매.
2007년 방송의 드라마 《프로포즈 대작전》에서 게츠쿠 주연. 그 후, 《버저 비트~벼랑 끝의 히어로》, 《코드블루~닥터헬기긴급구명-2nd season》, 《코드블루~닥터헬기긴급구명-2nd season》, 《SUMMER NUDE》(TV 드라마), 《코드블루~닥터헬기긴급구명-3nd season》로 총 5회, 월 9작품으로 주연을 맡았다.
2008년은 3월 8일 공개의 영화 《쿠로사기》로 영화 데뷔, 첫 주연. 인기 그룹 NEWS에서의 활동에 더해 배우로서도 브레이크해, 스케줄은 과밀을 다했지만, 학업과의 양립을 도모해 9월 19일에 메이지 대학 상학부를 졸업했다.
2009년 11월 21일부터 요코하마 아레나에서 첫 솔로 콘서트 「SHORT BUT SWEET」를 개최.
2011년은 2월에 주연 영화 《내일의 죠》가 공개. 역할 만들기를 위해 3개월 이상 가혹한 트레이닝을 통해 8.5㎞의 체중 감량, 체지방률 5%의 단련한 육체를 만들고 진심의 권투 장면을 열연했다. 1월부터 5월에 걸쳐서는 첫 단독 월드 투어 「TOMOHISA YAMASHITA ASIA TOUR 2011 SUPER GOOD SUPER BAD」를 개최. 국내 외에 홍콩, 대만, 한국, 태국에서 공연을 실시해 솔로 아티스트로서의 활동을 펼친다. 솔로 활동에 전념하기 위해, 10월 7일, NEWS의 탈퇴를 발표했다.

### 솔로 시절
2011년 11월에는 《야마시타 토모히사 루트 66~ 단 한명의 미국》(NTV)이 3개월에 걸쳐 방송. 당시 26세의 야마시타에게 있어서 영어로의 커뮤니케이션이나 현지의 사람들과의 교류 등 다양한 경험은, 그 후 글로벌하게 활약의 장을 넓히는 야마시타의 원점이 되었다.
2012년 레이블 회사를 워너 뮤직 재팬으로 옮겨 이적 후 제1탄의 싱글로  〈사랑, 텍사스〉을 발매. 같은 해 9월에는, 드라마 《MONSTERS》로 공동 주연한 SMAP의 카토리 싱고와 기간 한정 유닛 《The MONSTERS》를 결성. 공동 제작한 싱글 〈MONSTERS〉발매해, 카토리와 음악적으로도 친교를 깊게 한다. 2013년 솔로 투어 「TOMOHISA YAMASHITA TOUR 2013 -A NUDE-」는 카토리가 연출을 다루고, 쇼와 라이브가 일체가 된 엔터테인먼트성 넘치는 스테이지를 피로. 카토리의 지도는 이후의 야마시타의 콘서트 연출에 큰 영향을 주는 전기가 되었다.
2013년부터 《제너레이션 천국》(후지 TV, 2014년 3월 10일 방송 종료)으로 버라이어티 프로그램의 사회에도 첫 도전. 독학으로 공부를 계속해 온 영어 능력이 일에도 발휘하기 시작, 2014년 《어른의 KISS 영어》, 2015년 《야마P의 KISS 영어》 (후지 TV)의 사회를 맡아, 프로그램 내에서는 일본에 방문한 안젤리나 졸리에게 영어로 인터뷰를 했다.
2015년 TV 드라마 5→9 ~나를 사랑한 꽃미남 스님에서도 유창한 영어 대사를 선보이고 있다.
2015년은 어려운 역할에 도전한 《아르제논에게 꽃다발을》으로 제19회 닛칸 스포츠 드라마 그랑프리 남우주연상, 《5→9 ~나를 사랑한 꽃미남 스님》으로 남우조연상을 더블 수상. 드라마 그랑프리 사상 최초의 더블 수상이 되어, 배우로서 충실한 한 해가 되었다. 새해 전날에는 자니스 카운트다운 2015-2016에 서프라이즈 출연. 카메나시 카즈야와 〈청춘 아미고〉를 가창해 대환성을 받았다.
2016년은 1월 27일 솔로로 첫 베스트 앨범 〈YAMA-P〉를 발매하고, 워너 뮤직과 계약을 마친다. 5월에는 상하이와 말레이시아 쿠알라룸푸르에서 열린 중국 영화 《해커스 게임》(일본 공개는 2019년 1월) 촬영에 참가해, 해외 작품에 첫 출연. 본격적인 아시아 진출을 완수한다. 6월부터는 약 2년 반만이 되는 투어 「TOMOHISA YAMASHITA THE BEST LIVE TOUR 2016 FUTURE FANTASY」를 실시해, 자니즈 사무소 입소 20주년, 솔로 데뷔 10주년의 기념 스테이지를 팬과 축하했다.
2017년에는 《저, 운명의 사람입니다》(NTV)에서 카메나시 카즈야와 12년 만에 재공연. 스페셜 유닛·카메와 야마P를 결성해, 5월 17일에 싱글 〈등너머의 찬스〉를 발매.
2008년부터 주연을 맡은 드라마 《코드 블루 -닥터헬기긴급구명-》은 3rd season까지 이어지는 오랜 세월 동안 인기를 자랑하며 2018년 7월 27일에는 영화화도 됐다. 또 이 영화의 흥행 수익은 실사 방화 역대 5위가 되는 93억엔의 대히트를 기록해, 자신의 대표작의 하나가 되었다.
2018년 7월 5일, 소니 뮤직 레코드 레이블 산하의 SME Records와 새로 계약. 9월 15일에는 아무로 나미에의 오키나와에서의 라스트 라이브에 서프라이즈 출연. 콜라보곡 〈UNUSUAL〉을 선보이며 대환성을 받는다. 떨릴 정도의 긴장을 했다는 꿈의 첫 공연은, 야마시타에게 있어서 배움도 많이 잊을 수 없는 스테이지가 되었다. 9월 21일부터는 2년 만의 전국 투어를 개최해, 자신이 작사·작곡의 다수를 다룬 오리지널 앨범 〈UNLEASHED〉를 11월에 발매했다.
2019년에는 해외 연속 드라마 《THE HEAD》에 메인 캐스트로 출연하기 위해 스페인 테네리페 섬, 아이슬란드에 체재. 3개월에 걸친 해외 로케에는 통역이나 매니저 없이 단신 참가해, 인터내셔널한 환경에서 전편 영어의 역에 도전. 본격적으로 국제파 배우로서 활동을 시작한다.
2020년은 자니즈 사무소에 의한 신형 코로나 바이러스 감염 확대 방지의 지원 활동 「Smile Up! Project」, Twenty★Twenty에 참가. 7월 15일에는 《THE HEAD》의 엔딩 테마로서 기용된 싱글 〈Nights Cold〉를 발매. 자신이 처음으로 하는 곡의 해외 전달도 스타트시켜 첫 리릭 비디오도 7개 언어로 공개했다. 해외 드라마 데뷔와 동시에 해외 작품의 악곡 타이업을 잡아, 아티스트로서도 세계 데뷔를 한다. 게다가 7월 25, 26일에는 벨기에 음악 페스티벌 《Tomorrowland Around The World, the digital festival》 “Inspiration Sessions”에 글로벌 활약하는 아티스트 배우로서 원격 출연 메시지를 보냈다. 8월 17일에는 일부 논란의 보도를 받아 일정 기간 연예 활동을 자숙할 것을 발표. 그 후, 야마시타에 할리우드 영화 등 복수의 해외 작품에의 출연 오퍼가 있었던 것이나, 어릴 적부터의 꿈을 향해 새로운 한 걸음을 내디뎠고 싶다고 하는 본인의 희망에 의해, 사무소측과 본인이 토론을 거듭해 그 결과, 10월 31일자로 자니즈 사무소를 퇴소했다.

### 독립 이후
2020년 11월에는 캐나다에 체재해, 2022년 전미 공개의 할리우드 영화 《맨 프롬 토론토》의 촬영에 참여.
2021년 2월 28일 공식 팬클럽 “Club9”를 개설, 그 후 해외 전용 공식 팬클럽 “Heart9”를 개설하여 독립 후 활동이 본격화되었다. 3월 21일에는, 고급 주얼리 브랜드 불가리의 앰배서더에 일본인 남성으로서 처음으로 취임, 한층 더 5월 17일, 디올의 뷰티 앰배서더에도 취임한다. 음악 활동도 재시동해, 9월 5일에 YouTube 채널을 개설, 자신 최초의 솔로 온라인 라이브를 개최. 9월 15일에는, 음악 전달 서비스도 해금해, 자신 최초의 전달 싱글 「Beautiful World」발매했다. 11월 자신 첫 사진집 《Circle》을 발매해 단련된 육체미를 선보였다.
또한 8월부터 4개월간 프랑스에 머물며 일본·미국·프랑스 공동 제작 드라마 《신의 물방울/Drops of God》 촬영에 참가했다.
2022년 2월 16일, 독립 후 최초의 싱글 〈Face To Face〉를 발매. 4월부터는 드라마 《정직 부동산》으로 NHK 첫 주연, 거짓말이 끊어진 영업맨을 호연. “정직부동산 감사제”가 방송될 정도의 반향을 불렀다. 또 미국·일본 공작 드라마 《TOKYO VICE》에는 오디션으로 캐스팅된 호스트 역으로 출연해 미국 드라마에 나가고 싶다는 오랜 꿈을 이루었다.
2023년 4월 21일 《신의 물방울/Drops of God》가 Apple TV+에서 전세계 전달되어 해외 드라마 첫 주연을 완수. 7월 공개의 한일 공동 제작 영화 《SEE HEAR LOVE~보이지 않아도 들리지 않아도 사랑한다》에서는 점차 눈이 보이지 않게 되는 만화가의 역을 맡아, 한국·홍콩·대만·태국을 둘러싼 아시아 프리미어 투어에 참여했다. 8월부터는 5년 만의 라이브 투어를 개최, 앨범 〈Sweet Vision〉의 수록곡을 중심으로, 주연 드라마의 주제가나 그리운 곡 등 피로해, 3개 도시 전 7공연으로 6만명을 동원했다.
2024년은 1월부터 《정직 부동산 2》에 주연, 계속되는 4월부터는 후지 TV계열 드라마 《블루 모멘트》에서 5년 만의 민방 드라마 주연을 맡았다. 또 timelesz의 악곡의 프로듀스 담당, TOMORROW X TOGETHER의 태현과의 콜라보레이션, 마카오 상하이에서의 해외 공연 등 음악 활동에서도 새로운 도전을 하고 있다.

## 인물

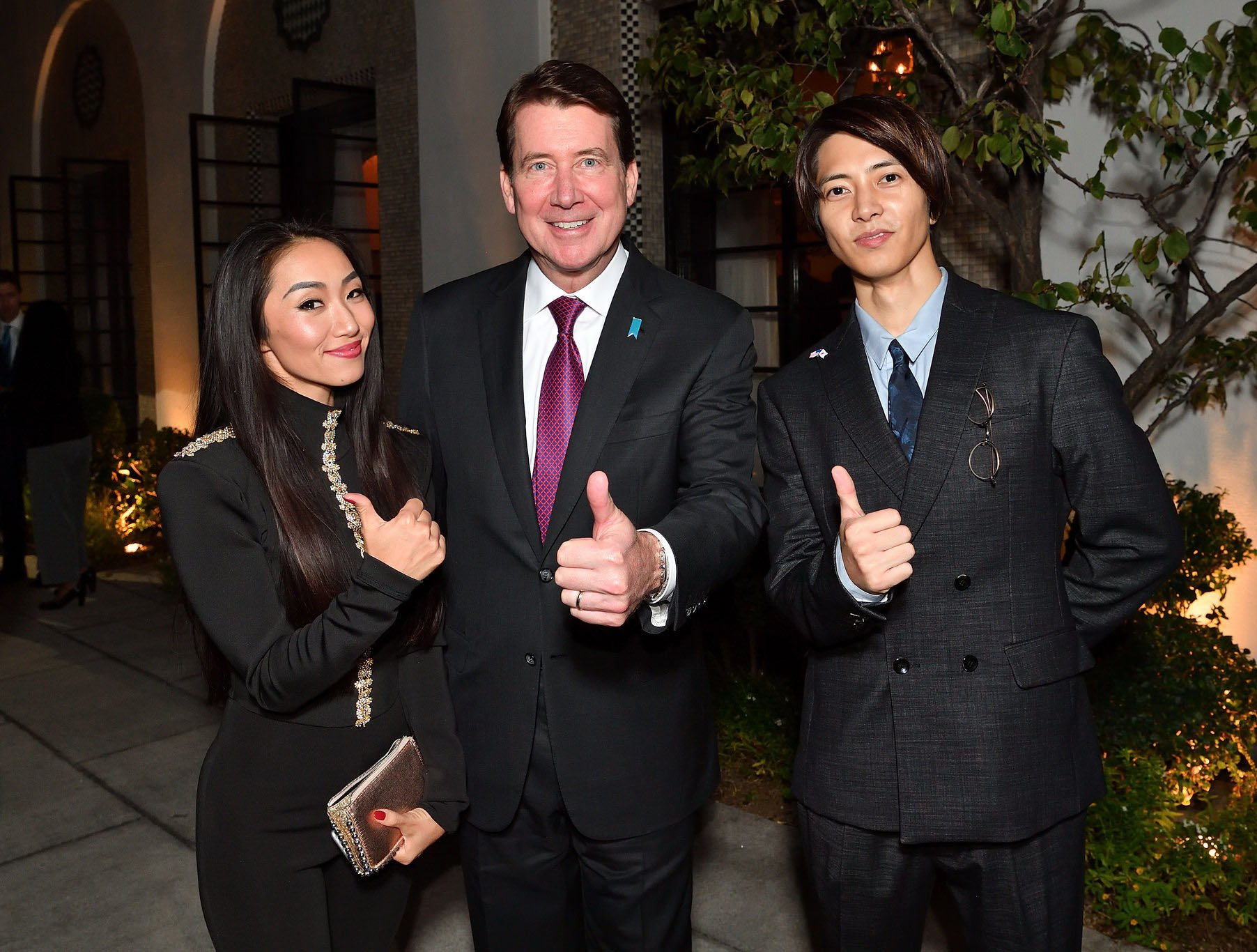
2018년, 주일본 미국 대사관에서 빌 해거티, NAMI J와 함께

- 애칭은 야마삐(山P)[주 4]는 타키자와 히데아키가 명명한 것.[11][100] 언론에서 사용되거나 간무리반구미 프로그램 제목에도 사용 된다. 해외의 팬 역시 Yamapi(야마삐)라고 부른다.[101] 본인에 의하면, 아라가키 유이와 아라키 유코의 2명만은 「야마씨」라고 부른다고 한다.[102]

- 왼손잡이.[103]

- 어린 시절 부모의 이혼으로 어머니, 여동생(야마시타 리나(본명:야마시타 나나세, 1988년 2월 24일 ~ )) 3인 가족이 함께 살고 있고, 가능한 빨리 일을 시작해 어머니를 즐겁게 해드리고 싶다고 하는 생각이 강했다고 한다.[104]

- 초등학교 6학년 여름방학의 한 달 동안 로스앤젤레스에 가게 된 것이 계기로, 해외의 문화나 음악에 동경해, 언젠가 영어를 할 수 있게 되고 싶다는 생각을 가지기 시작했다.[105][106] 《야마시타 토모히사 루트 66~ 단 한명의 미국》에서 홀로 미국 횡단을 체험[53], 외국의 일로 현지의 배우나 스탭과 교류하는 것이 늘어난 적도 있어[54], 어른에게 되고 나서 독학으로 공부를 개시.[54] 문자로 학습할 뿐만 아니라, 현지인 친구와의 대화나 이메일을 모두 영어로 하고, 영어를 사용하는 장소를 스스로 만들었다.[54] 프라이빗으로 로스앤젤레스의 액터스 스쿨에서 연기와 발음 레슨도 받았다.[107]

- 할머니의 언니가 미국인과 결혼했기 때문에, 그 손자(야마시타에게 있어서의 사촌)가 일본에 방문했을 때 등, 어린 시절부터 외국인과 교류할 기회가 있어, 이것도 영어에 관심을 가진 계기라고 말하고 있다.

- 윌 스미스[108][109], 윌의 아들인 제이든 스미스[110], 한경, 김재중[111] 등 해외 친구들과도 친하다.

- 2018년 6월 20일에 중국에서 가장 큰 마이크로 블로그 「웨이보」에 공식 계정을 개설.[112] 자니스 사무소의 탤런트가 SNS로부터 발신하는 것은 기간 한정을 제외하고 사상 최초. 일본 이외에도 아시아권에서 미디어가 보도해 화제가 되었다.[113] 중국에서 인기 있는 일본인 배우 랭킹 1위가 되는 등 중국에서 인기도 높다.[114]

- 2019년 5월 해외에서 활동하기 위한 홍보 목적으로 개설한 인스타그램은[115] 당시 세계 2위 속도의 7시간 반에 팔로워가 100만명을 돌파[116], 그 후, 일본 남성 연예인 중에서 팔로워수가 1위를 차지했다.[117] 좋아요와 코멘트 등 게시의 반향도 높고, 평균 반응수와 평균 참여율도 100만을 넘어 1위를 차지했다.[118]

- 《쿠로사기》에서의 공연이 계기로 배우 야마자키 츠토무를 존경. 이후 집에 초대되는 등 친교가 깊고 연기나 인생관에 영향을 받는다.[119] 《최고의 인생을 마감하는 방법, 엔딩 플래너》이후 10년 만에 공연을 완수한 《정직 부동산》의 첫화 방송일에는 트위터를 같은 날 개설[120], 《정직 부동산 감사제》에서는 야마자키에서 편지가 보내져 사제관계를 더욱 뜻깊게 했다.[121]

- 아사리 요스케는 《코드 블루 -닥터헬기긴급구명-》 시리즈에서의 공연 후 여행을 하거나[122], 인스타그램에서 콜라보레이션 동영상을 게시하거나 하는 등 친교가 있다.[123] 후배의 야마다 료스케에는 「토모」라고 불려, 프라이빗으로 놀러 가는 등, 경어를 사용하지 않는 친한 관계에 있다.[124]

- 2021년 9월, 「아이 식당」의 운영 서포트를 위한 프로젝트 「Good Morning September」에 참가.[125]

- 2023년 10월 4일, 프랑스 소믈리에 협회로부터 명예 마스터 소믈리에를 수여 받았다.[126]

## 출연 작품
역할의 굵은 글씨는 주연 작품

### 텔레비전 드라마
| 방송일자                        | 제목                                                                           | 역할                            | 방송사                        | 비고                   |
| ------------------------------- | ------------------------------------------------------------------------------ | ------------------------------- | ----------------------------- | ---------------------- |
| 1998년 11월 22일                | BOYS BE…Jr. 제8회 〈첫데이트는...〉                                            | 세오                            | NTV                           | 단편                   |
| 1998년 12월 5일, 12일, 19일     | 소년들                                                                         | 카쿠다 신야                     | NHK 종합                      | 단편                   |
| 1999년 2월 21일                 | 열혈연애도 제7화 〈게자리의 0형 BOY〉                                          | 모리시타 히로시                 | NTV                           | 단편                   |
| 1999년 5월 9일 ~ 6월 27일       | 뽀이!                                                                          | 아마노 타이라                   | NTV                           |                        |
| 1999년 12월 16일, 23일          | 위험한 관계                                                                    | 미야베 아카츠키                 | 후지 TV                       | 제10화, 최종화         |
| 1999년 12월 26일                | 무서운 일요일~신장 제13회 〈도플갱어〉                                         | 주연                            | NTV                           | 단편                   |
| 2000년 4월 14일 ~ 6월 23일      | 이케부쿠로 웨스트 게이트 파크                                                  | 미즈노 슌                       | TBS                           |                        |
| 2000년 12월 13일                | 사상 최악의 데이트 제1회 〈사상 최악의 첫 데이트!?〉                           | 오카무라 유키                   | NTV                           | 단편                   |
| 2000년 12월 24일                | 올스타 충신전 축제                                                             | 아사노 타쿠미노카미             | NHK 종합                      | 단편                   |
| 2001년 1월 11일 ~ 3월 22일      | 카바치타레!                                                                    | 타무라 유타                     | 후지 TV                       |                        |
| 2001년 4월 1일                  | 소년은 새가 되었다                                                             | 나가시마 켄                     | TBS                           | 단편                   |
| 2002년 1월 9일 ~ 3월 20일       | 롱 러브레터~표류교실                                                           | 오오토모 타다시                 | 후지 TV                       |                        |
| 2002년 7월 1일 ~ 9월 16일       | 런치의 여왕                                                                    | 나베시마 코시로                 | 후지 TV                       |                        |
| 2003년 4월 8일 ~ 2003년 5월 6일 | 연기자 제9회 〈화려하게 핀 버진 로드〉                                         | 하지메                          | 후지 TV                       | 단편                   |
| 2003년 7월 4일 ~ 9월 12일       | Stand Up!!                                                                     | 이와사키 켄고                   | TBS                           |                        |
| 2003년 11월 7일                 | 금요일 엔터테인먼트 〈포도나무~양부모와 자식의 사랑이야기〉                    | 신도 요스케                     | 후지 TV                       |                        |
| 2004년 1월 14일 ~ 3월 17일      | 그것은 갑자기 폭풍처럼                                                         | 후카자와 유마                   | TBS                           |                        |
| 2005년 7월 8일 ~ 9월 16일       | 드래곤 사쿠라                                                                  | 야지마 유스케                   | TBS                           | [ 127 ]                |
| 2005년 10월 15일 ~ 12월 17일    | 노부타 프로듀스                                                                | 쿠사노 아키라                   | NTV                           | [ 128 ]                |
| 2006년 4월 14일 ~ 6월 23일      | 쿠로사기                                                                       | 쿠로사키                        | TBS                           |                        |
| 2007년 1월 6일·7일              | 신춘 2밤 연속 특집극 〈백호대〉                                                | 사카이 미네지/사카이 신타로     | TV 아사히                     | 2일 연속 방송, 단편    |
| 2007년 4월 16일 ~ 6월 25일      | 프로포즈 대작전                                                                | 이와세 켄                       | 후지 TV                       | [ 36 ]                 |
| 2008년 3월 25일                 | 프로포즈 대작전 신춘 스페셜                                                    | 이와세 켄                       | 후지 TV                       | 단편                   |
| 2008년 7월 3일 ~ 9월 11일       | 코드 블루 -닥터헬기긴급구명-                                                   | 아이자와 코사쿠                 | 후지 TV                       |                        |
| 2009년 1월 10일                 | 코드블루~닥터헬기긴급구명 신춘스페셜                                           | 아이자와 코사쿠                 | 후지 TV                       | 단편                   |
| 2009년 7월 13일 ~ 9월 21일      | 버저 비트~벼랑 끝의 히어로                                                     | 카미야 나오키                   | 후지 TV                       |                        |
| 2010년 1월 11일 ~ 3월 22일      | 코드블루~닥터헬기긴급구명-2nd season                                           | 아이자와 코사쿠                 | 후지 TV                       |                        |
| 2012년 1월 12일 ~ 3월 15일      | 최고의 인생을 마감하는 방법, 엔딩 플래너                                       | 이하라 마사토                   | TBS                           |                        |
| 2012년 10월 21일 ~ 12월 9일     | MONSTERS                                                                       | 사이온지 코스케                 | TBS                           |                        |
| 2012년 8월 18일                 | 정말로 있었던 무서운 이야기 여름 특별편 2012 〈빨간 손톱〉                     | 이시다 하야시                   | 후지 TV                       |                        |
| 2013년 7월 8일 ~ 9월 16일       | SUMMER NUDE                                                                    | 미쿠리야 아사히                 | 후지 TV                       |                        |
| 2013년 9월 23일                 | 긴다이치 코스케 VS 아케치 코고로                                               | 긴다이치 코스케                 | 후지 TV                       |                        |
| 2013년 11월 21일·12월 19일      | 독신 귀족                                                                      | 본인 (유명 배우)                | 후지 TV                       | 제7화, 최종화 특별출연 |
| 2014년 7월 19일 ~ 10월 11일     | 근거리 연애~ Season Zero~                                                      | 사쿠라이 하루카                 | NTV                           | 특별출연               |
| 2014년 10월 1일                 | 왜 소녀는 기억을 잃지 않으면 안 되었던 걸까~ 마음의 과학자 나루미 사쿠의 도전~ | 나루미 사쿠                     | NTV                           |                        |
| 2014년 9월 29일                 | 긴다이치 코스케 VS 아케치 코고로 또 다시                                       | 긴다이치 코스케                 | 후지 TV                       |                        |
| 2015년 4월 10일 ~ 6월 12일      | 아르제논에게 꽃다발을                                                          | 시라토리 사쿠토                 | TBS                           |                        |
| 2015년 7월 1일                  | 왜 가족은 지워진건가? 마음을 조종하는 공포의 정신병~ 나루미 사쿠의 도전 II     | 나루미 사쿠                     | NTV                           |                        |
| 2015년 10월 12일 ~ 12월 14일    | 5→9 ~나를 사랑한 꽃미남 스님                                                   | 호시가와 타카네                 | 후지 TV                       |                        |
| 2017년 4월 15일 ~ 6월 17일      | 저, 운명의 사람입니다                                                          | 수수께끼의 남자 (마사키 이치로) | NTV                           |                        |
| 2017년 7월 17일 ~ 9월 18일      | 코드블루~닥터헬기긴급구명-3nd season                                           | 아이자와 코사쿠                 | 후지 TV                       |                        |
| 2019년 4월 12일 ~ 6월 21일      | 인핸드                                                                         | 유쿠라 테츠                     | TBS                           |                        |
| 2021년 6월 27일                 | 드래곤 사쿠라 2                                                                | 야지마 유스케 (목소리 출연)     | TBS                           | 최종화                 |
| 2022년 4월 5일 ~ 6월 7일        | 정직한 부동산                                                                  | 나가세 사이치                   | NHK 종합 / NHK BS 프리미엄 4K |                        |
| 2022년 4월 14일 ~ 6월 12일      | 도쿄 바이스                                                                    | 아키라                          | HBO Max / WOWOW               |                        |
| 2022년 6월 14일                 | 정직한 부동산 추수감사절                                                       | 나가세 사이치                   | NHK 종합 / NHK BS 프리미엄 4K |                        |
| 2024년 1월 3일                  | 정직한 부동산 스페셜                                                           | 나가세 사이치                   | NHK 종합 / NHK BS 프리미엄 4K |                        |
| 2024년 1월 9일 ~ 3월 12일       | 정직한 부동산 2                                                                | 나가세 사이치                   | NHK 종합 / NHK BS 프리미엄 4K |                        |
| 2024년 4월 6일 ~                | 도쿄 바이스 시즌 2                                                             | 아키라                          | HBO Max / WOWOW               |                        |
| 2024년 4월 24일 ~ 6월 26일      | 블루 모멘트                                                                    | 칸쿠로 하루로                   | 후지 TV                       |                        |

### 영화
| 개봉일자                         | 제목                                                 | 역할             | 배급사               | 비고 |
| -------------------------------- | ---------------------------------------------------- | ---------------- | -------------------- | ---- |
| 2008년 3월 8일                   | 극장판 쿠로사기                                      | 쿠로사키         | 도호                 |      |
| 2011년 2월 11일                  | 내일의 죠                                            | 야부키 죠        | 도호                 |      |
| 2014년 10월 11일                 | 근거리 연애                                          | 사쿠라이 하루카  | 도호                 |      |
| 2016년 4월 29일                  | 테라포마스                                           | 무토 히토시      | 워너브라더스 재팬    |      |
| 2018년 7월 27일                  | 극장판 코드 블루 -닥터헬기긴급구명-                  | 아이자와 코사쿠  | 도호                 |      |
| 2019년 1월 25일 (일본 극장 개봉) | 해커스 게임 (중국어판)                               | 모리 타케시      | 프레시디오           |      |
| 2022년 6월 24일                  | 맨 프롬 토론토                                       | 도쿄에서 온 남자 | 넷플릭스             |      |
| 2023년 6월 9일                   | SEE HEAR LOVE ~보이지 않아도 들리지 않아도 사랑한다~ | 이즈미모토 신지  | 아마존 프라임 비디오 |      |

### WEB·전달 드라마
- THE HEAD (Hulu, 일본·유럽 공동 제작 드라마) - 아키 코바야시 역[130]
  - 시즌 1 자막판 (2020년 6월 12일)[131]
  - 시즌 1 일본어 더빙판 (2021년 7월 21일)[132]
  - 시즌 2 (2023년 6월 17일)[133]
- 아리스 인 보더랜드 시즌 2 (2022년 12월 22일, 넷플릭스) - 큐마 역[134][135]
- 신의 물방울/Drops of God (2023년 4월 21일, Apple TV+, 2023년 9월 15일 Hulu, 미국·프랑스·일본 공동 제작 드라마) - 토미네 카즈오 역[93][136][137][138]

### 애니메이션
| 개봉/방송일자   | 제목   | 역할 | 배급사/방송사 | 비고          |
| --------------- | ------ | ---- | ------------- | ------------- |
| 2012년 6월 24일 | 토리코 | 본인 | 후지 TV       | TV 애니메이션 |

## 그 외 활동

### 버라이어티
- 사랑 LOVE 주니어 (1996년 ~ 1998년 9월, TV 도쿄)
- 뮤직점프 (1997년 4월 ~ 2000년 3월, NHK BS2)
- SHOW-NEN J (1998년 4월 ~ 10월, TV 아사히)
- Gyu! 꼭 안아주고 싶어! (1998년 4월 ~9월, NTV)
- 8시다J (1998년 4월 ~ 1999년 9월, TV 아사히)
- 사랑 러브 B.I.G (1998년 ~ 1999년, TV 도쿄)
- 얏타루J (1999년 10월 ~ 2000년 3월, TV 아사히)
- 가키바라제국 2000! (2000년 4월 ~ 12월, TBS)
- 더 소년구락부 (2000년 ~ , NHK BS2 / BS hi) ※부정기 출연
- 가키바라! (2001년 1월 15일 ~ 2001년 3월 10일, TBS)
- USO!?재팬 (2001년 4월 ~ 2003년 9월, TBS)
- 내일의 J (2001년 7월 ~ 9월, NTV)
- 제너레이션 천국 (2013년 1월 28일 ~ 2014년 3월 10일, 후지 TV) - MC[139]
- 어른의 KISS영어 (2014년 4월 20일 ~ 2015년 3월 22일, 후지 TV)
- 야마P의 KISS영어 (2015년 7월 10일 ~ 2015년 12월 25일, 후지 TV)[101]
- 야마시타 토모히사의 초인적 한계 (2024년 6월 15일, TBS) - 코테 신야와 MC[140]

### 정보·다큐멘터리 프로그램
- 월드컵 배구 2003 전일본 배구 밀착 240일 (2003년 10월 25일, 후지 TV) - 내레이션[141]
- 힘내라 야나기모토 재팬! Kitty GYM의 배구 de피버! (2006년, 후지 TV) - 메인 퍼스널리트
- 제32회 24시간 TV 사랑은 지구를 구한다 (2009년, NTV) - 메인 퍼스널리티 ※NEWS
- 정열 대륙 (2008년 3월 2일, TBS / MBS)
- 생명을 구해라!전투의 간호사 스페셜 「코드 블루」가 본 기적의 이야기 (2010년 3월 21일, 후지 TV)
- 야마시타 토모히사 루트 66~ 단 한명의 미국 (2012년 1월 2일 ~ 3월 26일, NTV)
- 아무로 나미에 〈Documentary of Namie Amuro “Finally”#13〉 (2018년 9월 29일 ~ 2주간 한정 전달, Hulu)[142]
- 카메와 야마P와 크림 스튜 (2017년 5월 18일, NTV)[143]
- 어나더 스카이 (2018년 11월 23일, NTV)
- 야마시타 토모히사 LA 음악 기행 (2019년 12월 7일, WOWOW 라이브)[144]
- 생중계 직전! 제62회 그래미상의 볼거리(2020년 1월 25일, WOWOW)[145]
- All over the World~야마시타 토모히사와 세계에서 만나는~ (2020년 6월 14일, NTV)[146]
- 야마시타 토모히사 택시 이동에 밀착하는 쇼트 다큐멘터리 목적지(2021년 10월 25일 ~ 10월 31일, 모빌리티 미디어 「GROWTH」)[147]
- 도전자·야마시타 토모히사 (2023년 8월 30일 ~, Hulu)[148]

### 라디오
- 쟈니즈 주니어 DOKI2 애프터 스쿨 (1998년~1999년, 닛폰 방송)
- 쟈니즈 주니어의 월요일 (1999년, 분카 방송)
- NEWS의 Party Time (2005년, 분카 방송)
- NEWS의 올나잇 일본 (2005년·2007년, 닛폰 방송)
- 야마시타 토모히사 Cross Space (2012년 4월 6일 ~ 2015년 3월 27일, 매주 금요일, TOKYO FM)[149]
- 야마시타 토모히사 Special -27세의 하늘 여행- (2012년 8월, ANA 오디오 방송)
- Sound Tripper! (2015년 5월 4일 ~ 2018년 3월 30일, 매주 월요일 ~ 금요일, InterFM897·Radio NEO)[150]
- 훼미라디 (2015년 6월 30일 ~ 2015년 10월 5일, 훼미리마트 점내 방송 DJ)

### CM·광고
- 문구권 (1998년)
- 미사와홈 (1999년)
- 카도카와 서점 〈주간 더 텔레비전〉 (2001년)
- 에자키 글리코 〈kiss mint〉 (2002년)
- 일본 코카콜라 〈코카콜라〉 (2003년) ※도모토 코이치, 오카다 준이치와 공동 출연
- P&G 〈프링글스〉 (2003년)
- 모리나가 유업 〈모우(MOW)〉 (2003년 4월 ~ 2008년 3월)
- TBC 그룹 〈에스테틱 살롱 TBC〉 (2004년 ~ 2007년) ※데이비드, 빅토리아 베컴 부부와 공동 출연[151][152]
- 키코망 〈라크베지〉 (2007년 3월 ~ 2009년 3월)
- 모리나가 제과 〈위다 in젤리〉 (2007년 4월 ~ 2011년 3월) ※아사다 마오, 하마사키 아유미, 하마다 마사토시와 공동 출연
- 도시바 노트PC (2007년 4월 ~ 2012년 9월)
  - 〈dynabook UX〉 〈dynabook TX〉 (2009년 4월 ~ ）
  - 〈dynabook MX〉 (2009년 10월 ~ )
  - 〈도시바 dynabook R731/38D〉 (2011년 9년 ~ )
- 크림슨 〈RUSS-K〉 (2007년 ~ 2010년 7월) ※NEWS로서 출연
- 로손 기업광고 (2008년 ~ 2010년 3월) ※NEWS로서 출연
- KOSE HAPPY BATH DAY (2008년 ~ 2010년 3월) ※NEWS로서 출연
- 드완고 dwango.jp (2010년 ~ 2011년) ※NEWS로서 출연
- 기린 비버릿지 〈기린 생차〉〈생차 아침의 윤택한 블렌드 차〉 (2010년 4월 ~ 2012년 3월)
- 도요타 자동차 〈기업 “도라에몽” 시리즈〉  (2011년 11월 ~ ) - 호네카와 스네오 (30세) 역 ※장 르노, 츠마부키 사토시, 미즈카와 아사미, 마에다 아츠코와 공동 출연
- 푸마 재팬 푸마 〈PUMA SOCIAL 캠페인〉 (2012년 3월 ~ 6월, 2013년 8월 ~ )
- 아사히 맥주 〈다이렉트 샷〉 (2012년 5월 ~ 2013년 5월) ※이노우에 마오와 공동 출연
- 로토 제약
  - 〈하다라보 고큐쥰〉 시리즈 (2013년 3월 ~ 2015년 2월) ※마에다 아츠코와 공동 출연
  - 〈3D형상 복원 겔〉 (2013년 9월 ~ )
- 에자키 글리코 〈프릿츠〉 (2014년 3월 ~ 2015년 2월)
- 네이처 랩 〈라·본루란제, 프렌치 마카롱의 향기〉 (2014년 9월 ~ 2014년 10월) - 영화 《근거리 연애》와 콜라보 광고
- DMM.com
  - 〈DMM.mobile〉 (2015년 5월 ~ )
  - 〈팀랩 플래닛 TOKYO DMM.com〉 (2018년 7월 ~ )
- 보험의 재검토 본점 (2015년 11월 ~ )
- 이터널 라비린스 (2016년 4월 ~ )
- LIXIL 〈리쿠시루노토이레 INAX〉
  - 화장실 (2016년 8월~ )
  - 키친 (2017년 4월~ ) [198]
  - 배스룸 (2017년 6월~ ) [198]
  - 창문 (2018년 7월~ ) [198]
- LINE 〈LINE 포코판타운〉 (2018년 4월 ~ )
- 아사히 음료
  - 칼피스 L92 유산균 (2019년 1월 ~ )[153]
  - 메인터넌스 워터 (2019년 6월 ~ )[154]
- 오니츠카 타이거 〈ONITSUKA TIGER×TOMOHISA YAMASHITA 70th ANNIVERSARY 콜라보레이션 슈즈〉를 디자인(2019년)[155]
- JINS&SUN (2021년 4월 ~ )
- 피부 너츄르 〈탄산 헤드 스파 샴푸〉 (2021년 8월 ~ )[156][157]
- 디지털 가라지 (2021년 9월 ~ )[158]
- JFTD 하나큐피트 「어버이날 특별 배달 캠페인」 (2022년 3월 ~ )[159]
- 굿 컴 에셋 (2023년 1월 ~ )
- NTT 도코모 〈클리닉스〉 (2023년 2월 ~ )[160]
- 일본 맥도날드 〈맥 카페〉 (2024년 5월 ~ ) - 히로세 스즈와 공동 출연[161]

### 이미지 캐릭터·앰버서더
- 몽클레르
  - 〈몽클레르 지니어스〉 이미지 캐릭터 (2019년)[162]
  - 후지와라 히로시 ·7 MONCLER FRAGMENT HIROSHI FUJIWARA 쇼트 필름 출연(2019년·2020년·, 2021년)
- 불가리 브랜드 앰배서더 취임 (2021년 3월 ~ )[163][164]
- 디올 뷰티 재팬 앰배서더 (2021년 5월 ~ )[165][166][167]
- 모엣 & 샹동 프렌즈 오브 더 하우스 취임 (2023년 8월 ~ )[168]

### 콘서트
솔로 콘서트 목록은 #솔로 콘서트을 참조하십시오.
- 자니스 Jr. 〈도쿄·오사카·나고야〉 3대 돔 CONCERT (2000년 9월 3일 ~ 10월 15일, 도쿄 돔·오사카 돔·나고야 돔)[169]
- 자니스 카운트다운 라이브 (12월 31일 ~ 다음 해 1월 1일, 도쿄 돔)
  - 자니스 카운트다운 라이브 2012-2013
  - 자니스 카운트다운 라이브 2013-2014
  - 자니스 카운트다운 라이브 2015-2016
  - 자니스 카운트다운 라이브 2016-2017
  - 자니스 카운트다운 라이브 2017-2018
  - 자니스 카운트다운 라이브 2018-2019
  - 자니스 카운트다운 라이브 2019-2020
- 연말 영 동서가합전! 동서 Jr. 선발 대집합 2010!! (2010년 11월 27일, NHK홀)[170]
- 타키 & 츠바사 데뷔 10주년 기념 라이브 (2012년 9월 9일, 도쿄 돔)[171]
- SMAP GIFT of SMAP CONCERT'2012 (2012년 10월 14일, 아지노모토 스타디움) - 카토리 싱고와의 유닛
- 아무로 나미에 WE ♥ NAMIE HANABI SHOW 전야제 (2018년 9월 15일, 오키나와현 기노완 해변공원) - 서프라이즈 게스트로서 출연[172]
- 카메나시 카즈야 KAT-TUN KAZUYA KAMENASHI CONCERT TOUR 2017 The ~Follow me~ (2017년 10월 30일, 에도가와구 종합 문화 센터)- 게스트 출연[173]
- MTV VMAJ 2023 -THE LIVE- (2023년 11월 23일, K 아레나 요코하마)[174]
- 카메나시 카즈야 Inside 23 experiment No.0/No.B (2024년 2월 23일, Billboard Live TOKYO) - 게스트 출연[175]
- 차은우 2024 Just One 10 Minute Mystery Elevator (2024년 3월 31일, 사이타마 베루나 돔) - 게스트 출연[176]

### 이벤트
- GirlsAward
  - GirlsAward 2013 AUTUMN/WINTER (2013년 9월 28일, 국립 요요기 경기장 제일 체육관)
  - GirlsAward 2018 AUTUMN/WINTER (2018년 9월 16일, 마쿠하리 멧세)
- 도쿄 걸스 컬렉션
  - 제19회 도쿄 걸즈 컬렉션 2014 AUTUMN/WINTER (2014년 9월 6일, 사이타마 슈퍼 아레나)
  - 제26회 도쿄 걸즈 컬렉션 2018 SPRING/SUMMER (2018년 3월 31일, 요코하마 아레나)
  - 제28회 도쿄 걸즈 컬렉션 2019 SPRING/SUMMER (2019년 3월 30일, 요코하마 아레나)
- 제21회 상하이 국제 영화제 (2018년 6월 20일, 중국 상하이)
- 그래미상 (WOWOW)
  - 제61회 그래미상 (2019년 2월 11일) - 스페셜 게스트
  - 제62회 그래미상 (2020년 1월 27일) - 스페셜 게스트
- DeNA-요미우리전 시구식 (2019년 4월 7일, 요코하마 스타디움)
- MTV VMAJ 2023 Pre-Show (2023년 11월 22일, 피아 아레나 MM)
- MTV VMAJ 2023 (2023년 11월 22일, K 아레나)

## 음반 목록
NEWS 멤버로서의 작품 목록은 NEWS#작품을 참조하십시오. 순위는 오리콘 차트에서 최고 순위.

### CD 싱글
|                     | 발매일              | 제목                                | 순위                | 수록 앨범           |
| 자니즈 엔터테인먼트 | 자니즈 엔터테인먼트 | 자니즈 엔터테인먼트                 | 자니즈 엔터테인먼트 | 자니즈 엔터테인먼트 |
| ------------------- | ------------------- | ----------------------------------- | ------------------- | ------------------- |
| 1st                 | 2006년 5월 31일     | 안아줘 세뇨리타(抱いてセニョリータ) | 1위                 | SUPERGOOD, SUPERBAD |
| 2nd                 | 2009년 11월 18일    | Loveless                            | 1위                 | SUPERGOOD, SUPERBAD |
| 3rd                 | 2010년 7월 28일     | One in a million                    | 1위                 | SUPERGOOD, SUPERBAD |
| 4th                 | 2011년 1월 19일     | 하다칸보(はだかんぼー)              | 1위                 | SUPERGOOD, SUPERBAD |
| 워너 뮤직 재팬      |                     |                                     |                     |                     |
| 5th                 | 2012년 2월 29일     | 사랑, 텍사스(愛、テキサス)          | 1위                 | 에로, YAMA-P        |
| 6th                 | 2012년 7월 4일      | LOVE CHASE (선행 싱글)              | 2위                 | YAMA-P              |
| 7th                 | 2013년 3월 13일     | 케·세라·세라(怪・セラ・セラ)        | 2위                 | A NUDE, YAMA-P      |
| 8th                 | 2013년 7월 31일]    | SUMMER NUDE '13                     | 1위                 | YAMA-P              |
| SME Records         |                     |                                     |                     |                     |
| 9th                 | 2019년 2월 13일     | Reason/Never Lose                   | 2위                 | 미수록              |
| 10th                | 2019년 6월 19일     | CHANGE                              | 1위                 | 미수록              |
| 11th                | 2020년 7월 15일     | Nights Cold                         | 1위                 | 미수록              |
| Label9              |                     |                                     |                     |                     |
| 12th                | 2022년 2월 16일     | Face To Face                        | 2위                 | Sweet Vision        |

#### 전달 싱글
|        | 발매일          | 제목                                                  | DL순위 | 빌보드 DL 순위 | 수록 앨범    |        |
| Label9 | Label9          | Label9                                                | Label9 | Label9         | Label9       | Label9 |
| ------ | --------------- | ----------------------------------------------------- | ------ | -------------- | ------------ | ------ |
| 1st    | 2021년 9월 15일 | Beautiful World                                       | 9위    | 6위            | Sweet Vision |        |
| 2nd    | 2022년 6월 17일 | Forever in My Heart                                   | 20위   | 17위           | Sweet Vision |        |
| 3rd    | 2023년 6월 9일  | I See You                                             |        |                | Sweet Vision |        |
| 4th    | 2024년 6월 5일  | Perfect Storm（feat. TAEHYUN of TOMORROW X TOGETHER） |        |                |              |        |

#### 협업 싱글
|                     | 발매일              | 제목                                  | 유닛                | 순위                | 수록 앨범           |
| 자니즈 엔터테인먼트 | 자니즈 엔터테인먼트 | 자니즈 엔터테인먼트                   | 자니즈 엔터테인먼트 | 자니즈 엔터테인먼트 | 자니즈 엔터테인먼트 |
| ------------------- | ------------------- | ------------------------------------- | ------------------- | ------------------- | ------------------- |
| 1st                 | 2005년 11월 2일     | 청춘 아미고(青春アミーゴ)             | 슈지와 아키라       | 1위                 | SUPERGOOD, SUPERBAD |
| 2nd                 | 2006년 8월 30일     | 피버토 퓨처(フィーバーとフューチャー) | Kitty GYM           | 1위                 | 미수록              |
| 워너 뮤직 재팬      |                     |                                       |                     |                     |                     |
| 3rd                 | 2012년 11월 14일    | MONSTERS                              | The MONSTERS        | 1위                 | GIFT of SMAP        |
| SME Records         |                     |                                       |                     |                     |                     |
| 4th                 | 2017년 5월 17일     | 등너머의 찬스(背中越しのチャンス)     | 카메와 야마P        | 1위                 | 미수록              |

### 앨범

#### 오리지널 앨범
|                     | 발매일              | 제목                | 순위                |
| 자니즈 엔터테인먼트 | 자니즈 엔터테인먼트 | 자니즈 엔터테인먼트 | 자니즈 엔터테인먼트 |
| ------------------- | ------------------- | ------------------- | ------------------- |
| 1st                 | 2011년 1월 26일     | SUPERGOOD, SUPERBAD | 1위                 |
| 워너 뮤직 재팬      |                     |                     |                     |
| 2nd                 | 2012년 7월 25일     | 에로(エロ)          | 2위                 |
| 3rd                 | 2013년 9월 11일     | A NUDE              | 2위                 |
| 4th                 | 2014년 10월 8일     | YOU                 | 1위                 |
| SME Records         |                     |                     |                     |
| 5th                 | 2018년 11월 28일    | UNLEASHED           | 1위                 |
| Label9              |                     |                     |                     |
| 6th                 | 2023년 7월 19일     | Sweet Vision        | 4위                 |

#### 미니 앨범
|                | 발매일          | 제목             | 순위           |
| 워너 뮤직 재팬 | 워너 뮤직 재팬  | 워너 뮤직 재팬   | 워너 뮤직 재팬 |
| -------------- | --------------- | ---------------- | -------------- |
| 1st            | 2014년 8월 20일 | 유(遊 あそび[*]) | 2위            |

#### 베스트 앨범
|                | 발매일          | 제목           | 순위           |
| 워너 뮤직 재팬 | 워너 뮤직 재팬  | 워너 뮤직 재팬 | 워너 뮤직 재팬 |
| -------------- | --------------- | -------------- | -------------- |
| 1st            | 2016년 1월 27일 | YAMA-P         | 1위            |

#### 협업 앨범
| 1st | 2020년 4월 29일 (발매 중지) | SI | 카메와 야마P |

### 영상 작품

#### 라이브 영상
|                     | 발매일              | 제목                                                        |
| 자니즈 엔터테인먼트 | 자니즈 엔터테인먼트 | 자니즈 엔터테인먼트                                         |
| ------------------- | ------------------- | ----------------------------------------------------------- |
| 1st                 | 2011일 12월 21일    | TOMOHISA YAMASHITA ASIA TOUR 2011 SUPER GOOD SUPER BAD      |
| 워너 뮤직 재팬      |                     |                                                             |
| 2nd                 | 2012년 12월 12일    | TOMOHISA YAMASHITA LIVE TOUR 2012 〜에로P〜                 |
| 3rd                 | 2014년 9월 3일      | TOMOHISA YAMASHITA TOUR 2013 -A NUDE-                       |
| SME Records         |                     |                                                             |
| 4th                 | 2019년 5월 22일     | TOMOHISA YAMASHITA LIVE TOUR 2018 UNLEASHED –FEEL THE LOVE- |
| Label9              |                     |                                                             |
| 5th                 | 2024년 5월 22일     | TOMOHISA YAMASHITA ARENA TOUR 2023 -Sweet Vision-           |

#### 다큐멘터리
| 발매일          | 제목                                                                                |
| --------------- | ----------------------------------------------------------------------------------- |
| 2012년 4월 1일  | 야마시타 토모히사 루트 66~ 단 한명의 미국 - 디렉터스 컷 에디션 -                    |
| 2015년 5월 20일 | TOMOHISA YAMASHITA in LA -Document of "YOUR STEP"-COMPLETE VERSION (워너 뮤직 재팬) |

### 본인 명의 이외의 솔로 발표곡
| 곡명                                 | 명의          | 수록        | 발매일           |
| ------------------------------------ | ------------- | ----------- | ---------------- |
| LOVE SONG                            | NEWS          | touch       | 2005년 4월 27일  |
| 컬러풀(カラフル)                     | 슈지와 아키라 | 청춘 아미고 | 2005년 11월 2일  |
| 방과후 블루스(放課後ブルース)        | GYM           | 피버토 퓨처 | 2006년 8월 30일  |
| 미안해 줄리엣(ゴメンネ ジュリエット) | NEWS          | pacific     | 2007년 11월 7일  |
| MOLA                                 | NEWS          | color       | 2008년 11월 19일 |
| BIRD                                 |               |             |                  |

#### DVD 수록곡
- NEWS 〈NEWS LIVE DIAMOND〉(2009년 11월 4일, DVD 수록)
  - 긴자 Rhapsody (銀座ラプソディ) (코야마 케이이치로와 공동 작사)

#### CD 미수록곡
- Time (작사)
- 내일에 (明日へ) (작사·작곡)
- Let me (작사)
- Road (공동 작사, 작곡：카토 시게아키)
- 바람을 받아 달리자 (風を受けて走れ)
- KISS로 전해 (Kissでつたえて) (작사·작곡, Rap 작사：다나카 코키) - 쟈니즈Jr.에 제공
- ADAMAS

### 참여 작품
| 참여 작품                                             | 참여 내용                                                                       | 발매일           |
| ----------------------------------------------------- | ------------------------------------------------------------------------------- | ---------------- |
| NEWS 〈붉게 타오르는 태양〉(紅く燃ゆる太陽)           | 작사                                                                            | 2004년 8월 11일  |
| KAT-TUN 《cartoon KAT-TUN II You》                    | 〈FIGHT ALL NIGHT〉 ※Rap 가사                                                   | 2007년 4월 18일  |
| NEWS 《color》                                        | 〈SNOW EXPRESS〉 ※Rap 작사                                                      | 2008년 11월 19일 |
| 타키자와 히데아키 《사랑·혁명》(愛・革命)             | 〈Home Party!!〉 ※목소리 참여                                                   | 2009년 1월 7일   |
| NEWS 〈사랑의 ABO〉(恋のABO)                          | 대사 & 콜 작품으로 참가                                                         | 2009년 4월 29일  |
| NEWS 《NEWS LIVE DIAMOND》                            | 〈긴자 랩소디〉(銀座ラプソディ) ※코야마 케이치로와의 듀엣                       | 2009년 11월 4일  |
| NEWS 〈LIVE〉                                         | Share ※NEWS 공동 작사·작곡                                                      | 2010년 9월 15일  |
| 아무로 나미에 〈UNUSUAL〉                             | 〈Checkmate!〉 ※피처링 참여, 뮤직비디오 출연                                    | 2011년 4월 27일  |
| SMAP 〈GIFT of SMAP〉                                 | MONSTERS ※카토리 싱고와 듀엣 (공동 작사·작곡)                                   | 2012년 8월 8일   |
| SMAP 《GIFT of SMAP CONCERT'2012》                    | 2012년 10월 14일 아지노모토 스타디움에서 〈The MONSTERS〉 첫 퍼포먼스를 수록    | 2012년 12월 5일  |
| 아카니시 진 〈#JUSTJIN〉                              | 〈Ain't Enough〉 ※작사·작곡 참여 (아카니시 진과 공동 작업)                      | 2013년 11월 6일  |
| 타키 & 츠바사 〈僕のそばには星がある/ビバビバモーレ〉 | 타키 & 츠바사 10주년 in 도쿄 돔 스페셜 영상에 게스트 출연                       | 2014년 3월 19일  |
| 제이든 스미스 〈GHOST〉                               | 뮤직비디오 출연                                                                 | 2018년 6월 22일  |
| 카메나시 카즈야 〈Rain〉                              | 《KAT-TUN KAZUYA KAMENASHI CONCERT TOUR 2017 The一〜Follow me〜》에 게스트 출연 | 2019년 5월 15일  |
| Twenty★Twenty 〈smile〉                               | Twenty★Twenty의 멤버로 출연                                                     | 2020년 8월 12일  |

### 작사·작곡
| 곡(노래)                                              | 작사·작곡                 | 수록 음반                                                      | JASRAC작품 코드 |
| ----------------------------------------------------- | ------------------------- | -------------------------------------------------------------- | --------------- |
| Pain                                                  | 작사                      | NEWS DVD 《NEWS 일본0304》                                     | 114-8870-1      |
| Time                                                  | 작사                      |                                                                | 117-1587-1      |
| LOVE SONG                                             | 작사·작곡                 | NEWS 앨범 《touch》                                            | 111-5167-6      |
| 컬러풀(カラフル)                                      | 작사                      | 슈지와 아키라 싱글 〈청춘 아미고〉                             | 126-6168-6      |
| 내일에(明日へ)                                        | 작사·작곡                 |                                                                | 130-6721-4      |
| Road                                                  | 작사·작곡                 |                                                                | 132-4948-7      |
| 반지(指輪)                                            | 작사, 작곡                |                                                                | 114-8876-0      |
| Let Me                                                | 작사                      |                                                                | 130-6726-5      |
| 방과후 블루스(放課後ブルース)                         | 작사·작곡                 | GYM 싱글 〈피버와 퓨처〉                                       | 133-9804-1      |
| Kiss로 전해(Kissで伝えて)                             | 작사·작곡                 |                                                                | 137-9587-2      |
| 미안해 줄리엣(ゴメンネジュリエット)                   | 작사·작곡                 | NEWS 앨범 《pacific》                                          | 138-5458-5      |
| 긴자 랩소디(銀座ラプソディ)                           | 작사                      | NEWS DVD 《NEWS LIVE DIAMOND》                                 | 157-5116-3      |
| Moon Light                                            | 작사                      | 싱글 〈Loveless〉                                              | 1A6-7462-8      |
| World is yours                                        | 작사·작곡                 | 싱글 〈One in a million〉                                      | 700-8880-2      |
| 청(青)                                                | 작곡                      | 앨범 《SUPERGOOD, SUPERBAD》                                   | 122-6083-5      |
| Friday Night                                          | 작사                      | 앨범 《SUPERGOOD, SUPERBAD》                                   | 7A0-7508-9      |
| PARTY DON'T STOP（feat. DJ DASK）                     | 작사 (공동)               | 앨범 《SUPERGOOD, SUPERBAD》                                   | 1B9-6569-3      |
| TOMO                                                  | 작사 (공동)               | 앨범 《SUPERGOOD, SUPERBAD》                                   | 1B9-6652-5      |
| Dreamer                                               | 작사                      | DVD 《TOMOHISA YAMASHITA ASIA TOUR 2011 SUPER GOOD SUPER BAD》 | 500-7444-0      |
| 그대와 바람과 초승달(君と風と三日月)                  | 작사·작곡                 | 싱글 〈LOVE CHASE〉                                            | 186-5431-2      |
| Hit the wall                                          | 작사·작곡                 | 앨범 《에로》                                                  | 705-3923-5      |
| 춤추는 밤(踊る夜)                                     | 작사·작곡                 | 앨범 《에로》 통상반                                           | 705-3935-9      |
| MONSTERS                                              | 작사·작곡                 | The MONSTERS 싱글 〈MONSTERS〉                                 | 187-3988-1      |
| PAri-PArA                                             | 작사·작곡                 | 앨범 《A NUDE》                                                | 195-6397-3      |
| 여름의 오리온(夏のオリオン)                           | 작사·작곡                 | 앨범 《A NUDE》 통상반                                         | 195-6402-3      |
| Ain't Enough                                          | 작사·작곡                 | 아카니시 진 앨범 《#JUSTJIN》                                  | 198-2091-7      |
| Moon Disco                                            | 작사                      | 미니 앨범 《유》                                               | 203-4644-1      |
| 브로디아(ブローディア)                                | 작사 (공동)               | 앨범 《YOU》                                                   | 7C0-6246-4      |
| BIRD                                                  | 작사                      | 싱글 〈등너머의 찬스〉 초회한정판2                             | 1K6-1863-2      |
| Forever Summer                                        | 작사·작곡 (공동)          | 싱글 〈등너머의 찬스〉 통상반                                  | 228-1983-5      |
| UnleAsHed                                             | 작사 (공동)               | 앨범 《UNLEASHED》                                             | 1M5-0968-7      |
| You Make Me                                           | 작사 (공동)               | 앨범 《UNLEASHED》                                             | 1M5-0991-1      |
| Right moves                                           | 작사 (공동)               | 앨범 《UNLEASHED》                                             | 1M5-0994-6      |
| Dancer                                                | 작사 (공동)               | 앨범 《UNLEASHED》                                             | 1M5-1015-4      |
| H                                                     | 작사 (공동)               | 앨범 《UNLEASHED》                                             | 1M5-1082-1      |
| StrAwbErry                                            | 작사 (공동)               | 앨범 《UNLEASHED》                                             | 1M5-1083-9      |
| AI                                                    | 작사 (공동)               | 앨범 《UNLEASHED》                                             | 1M5-1089-8      |
| Paraíso                                               | 작사·작곡                 | 앨범 《UNLEASHED》                                             | 241-5525-0      |
| 초침(秒針)                                            | 작사·공동 작곡            | 앨범 《UNLEASHED》                                             | 241-5526-8      |
| With you                                              | 작사                      | 앨범 《UNLEASHED》                                             | 1M5-1100-2      |
| 그 날의 향기(あの日の香り)                            | 작사                      | 앨범 《UNLEASHED》 통상반                                      | 241-4406-1      |
| Reason                                                | 작사 (공동)               | 싱글 〈Reason/Never Lose〉                                     | 726-3612-2      |
| Like A Movie                                          | 작사·작곡 (공동)          | 싱글 〈Reason/Never Lose〉 통상반                              | 726-3611-4      |
| Without You                                           | 작사·작곡 (공동)          | 싱글 〈Reason/Never Lose〉 통상반                              | 726-3613-1      |
| CHANGE                                                | 작사                      | 싱글 〈CHANGE〉                                                | 1N1-7057-8      |
| COME AROUND                                           | 작사·작곡 (공동)          | 싱글 〈CHANGE〉                                                | 245-9551-4      |
| LALAlove                                              | 작사·작곡·프로듀스 (공동) | 자니스 주니어에 음악 제공                                      | 251-0118-8      |
| Nights Cold                                           | 작사 (공동)               | 싱글 〈Nights Cold〉                                           | 254-8898-8      |
| 리나리아(リナリア)                                    | 작사 (공동)               | 싱글 〈Nights Cold〉                                           | 7F3-7309-6      |
| BASICS                                                | 작사 (공동)               | 싱글 〈Nights Cold〉 통상반                                    | 7F3-7307-0      |
| Beautiful World                                       | 작사                      | 발신 싱글 〈Beautiful World〉                                  | 747-7568-5      |
| FACE TO FACE                                          | 작사 (공동)               | 싱글 〈FACE TO FACE〉                                          | 271-4087-3      |
| FOREVER IN MY HEART                                   | 작사 (공동)               | 발신 싱글 〈FOREVER IN MY HEART〉                              | 274-6700-7      |
| Anima                                                 | 작사                      | 앨범 〈Sweet Vision〉                                          | 771-1792-1      |
| Vision                                                | 작사                      | 앨범 〈Sweet Vision〉                                          | 269-8039-8      |
| 여기서(ここから)                                      | 작사 (공동)               | 앨범 〈Sweet Vision〉                                          | 771-1804-9      |
| Sunrise                                               | 작사 (공동)               | 앨범 〈Sweet Vision〉                                          | 771-1800-6      |
| Sweet Vision                                          | 작사 (공동)               | 앨범 〈Sweet Vision〉                                          | 771-1802-2      |
| Dancing in a Dream                                    | 작사 (공동)               | 앨범 〈Sweet Vision〉                                          | 771-1795-6      |
| Anthem                                                | 작사·프로듀스             | timelesz EP 《timelesz》                                       | 783-6974-6      |
| Perfect Storm（feat. TAEHYUN of TOMORROW X TOGETHER） | 작사 (공동)               |                                                                | 7H4-0207-7      |

### 게스트 참여 영상 작품
- SMAP 〈GIFT of SMAP CONCERT'2012〉 (2012년 12월 5일)

2012년 10월 14일 아지노모토 스타디움에서의 카토리 싱고와의 유닛 《The MONSTERS》의 첫 공연을 선보인 영상을 수록.
- 타키 & 츠바사 〈내 곁에는 별이 있다/비바비바모레(僕のそばには星がある/ビバビバモーレ)〉타키츠바 SHOP 반 (2014년 3월 19일)

특전 DVD 타키 & 츠바사 10주년 in 도쿄돔 스페셜 영상 (약 30분 수록)에 게스트로 출연.

## 타이업
| 악곡                                               | 타이업 |
| -------------------------------------------------- | --- |
| 컬러풀(カラフル)                                   | TBS계 드라마 《드래곤 사쿠라》 삽입곡                                                                          |
| 안아줘 세뇨리타(抱いてセニョリータ)                | TBS계 드라마 《쿠로사기》 주제가 분카방송 《레코멘!》 2006년 5월도 엔딩 테마곡 영화 《극장판 쿠로사기》 삽입곡 |
| 사랑, 텍사스(愛、テキサス)                         | TBS계 드라마 《최고의 인생을 마감하는 방법, 엔딩 플래너》 주제가                                               |
| LOVE CHASE                                         | 후지 TV계 애니메이션 《토리코》 엔딩 테마곡                                                                    |
| 케·세라·세라(怪・セラ・セラ)                       | NTV계 드라마 《심리치료중 -IN THE ROOM-》 주제가                                                               |
| SUMMER NUDE '13                                    | 후지 TV계 드라마 《SUMMER NUDE》 주제가                                                                        |
| Dreamer                                            | TV 도쿄계 애니메이션 《사랑스런 무코》 엔딩 테마곡                                                             |
| Never Lose                                         | NTV계 드라마 《왜 소녀는 기억을 잃지 않으면 안 되었던 걸까~ 마음의 과학자 나루미 사쿠의 도전~》오프닝 테마곡   |
| Reason                                             | NTV계 드라마 《왜 소녀는 기억을 잃지 않으면 안 되었던 걸까~ 마음의 과학자 나루미 사쿠의 도전~》오프닝 테마곡   |
| CHANGE                                             | TBS계 드라마 《인핸드》 오프닝 테마곡                                                                          |
| Nights Cold                                        | Hulu 오리지널 드라마 《THE HEAD》 엔딩 테마곡                                                                  |
| Vision                                             | 〈디지털 가라지〉 TVCM송                                                                                       |
| Beautiful World                                    | 피부나츄르 〈탄산헤드스파샴푸〉 TVCM송                                                                         |
| Forever in My Heart                                | 불가리 |
| DANCING IN A DREAM                                 | Hulu 오리지널 드라마 《THE HEAD Season2》 엔딩 테마곡                                                          |
| I See You                                          | 프라임 비디오『SEE HEAR LOVE ~보이지 않아도 들리지 않아도 사랑한다~』 주제가                                   |
| Perfect Storm feat. TAEHYUN of TOMORROW X TOGETHER | 후지 TV계 드라마 《블루 모멘트》 삽입곡                                                                        |

## 솔로 콘서트
NEWS 멤버로서의 콘서트 목록은 NEWS#콘서트을 참조하십시오.

### 솔로 이벤트
- Club9 First Event　Face To Face 2021 (2021년 12월 31일, Zepp Haneda)[229]

## 연재
- Johnny's Web ※공식 휴대 사이트
  - 야마시타 토모히사의 일기 (2003년 7월 11일 ~ 2020년 10월)
- 슈에이샤 〈SEVENTEEN〉
  - 0409-제로 영 제로 큐- (2006년 17호 ~ 2013년 7월호)
- 코단샤 〈GLOMOROUS〉
  - SOMEWHERE (2013년 4월호 ~ 2013년 8월호)
- 코단샤 〈ViVi〉
  - 피스!(2013년 12월호 ~ 2021년 2월호)

## 서적·DVD

### 서적
- 영화 《쿠로사기》 공식 가이드 북 (2008년 3월, 쇼가쿠칸) ISBN 978-4-09-104018-3
- 영화 《내일의 죠》 OFFICIAL GUIDEBOOK (2011년 1월, 코단샤) ISBN 978-4-06-389524-7
- 드라마 《최고의 인생을 마감하는 방법, 엔딩 플래너》 OFFICIAL PHOTO BOOK (2012년 3월 도쿄뉴스 통신사) ISBN 978-4-86336-226-0
- 드라마 《MONSTERS》 OFFICIAL BOOK (2012년 12월, 피아) ISBN 978-4-8356-2167-8
- 주간 플레이보이 〈호외〉 야마시타 토모히사 (2021년 10월 4일, 슈에이샤)[230] ISBN 978-4-08-102336-3
- 야마시타 토모히사 사진집 〈Circle〉 호화 한정판 (2021년 11월 25일, 코단샤) ISBN 978-4-06-525949-8
- 야마시타 토모히사 사진집 〈Circle〉 (2021년 11월 25일, 코단샤)[231] ISBN 978-4-06-525948-1

### DVD
- 야마시타 토모히사 루트 66~ 혼자서의 미국 - 디렉터스 컷 에디션 (2012년 4월 11일)
- 정열 대륙 야마시타 토모히사

## 수상 경력
| 연도   | 시상식                             | 부문           | 작품                                 | 출처            |
| ------ | ---------------------------------- | -------------- | ------------------------------------ | --------------- |
| 2001년 | 제4회 닛칸스포츠 드라마 그랑프리   | 신인상         | 이케부쿠로 웨스트 게이트 파크        | [ 232 ] [ 233 ] |
| 2006년 | 제9회 닛칸스포츠 드라마 그랑프리   | 남우주연상     | 노부타 프로듀스                      |                 |
| 2007년 | 제11회 닛칸스포츠 드라마 그랑프리  | 남우주연상     | 프로포즈 대작전                      |                 |
| 2009년 | 제13회 닛칸스포츠 드라마 그랑프리  | 남우주연상     | 버저 비트~벼랑 끝의 히어로           |                 |
| 2015년 | 제19회 닛칸스포츠 드라마 그랑프리  | 남우주연상     | 아르제논에게 꽃다발을                | [ 233 ]         |
| 2015년 | 제19회 닛칸스포츠 드라마 그랑프리  | 남우조연상     | 5→9 ~나를 사랑한 꽃미남 스님         | [ 233 ]         |
| 2017년 | 제94회 더 텔레비전 드라마 아카데미 | 남우주연상     | 코드블루~닥터헬기긴급구명-3nd season | [ 234 ]         |
| 2023년 | MTV VMAJ 2023                      | Best R&B Video | Sweet Vision                         | [ 235 ]         |

## 기록
- 청춘 아미고로 밀리언 셀러를 기록
- NEWS, 슈지와 아키라, GYM, The MONSTERS, 카메와 야마P 6명의로 오리콘 싱글 랭킹 1위 획득

### 내용주
1. ↑  그룹은 나중에 「NEWS」로 개명.
2. ↑  동급생으로 우에토 아야, 아오이 유우, 시로타 유 등이 있고, 졸업 후에도 식사에 가는 등 교류가 계속되고 있다고 한다.
3. ↑  이 횟수는 과거에 게츠쿠에서 주연을 맡은 배우 여배우 중 역대 3번째로 많다[37]
4. ↑  「P」는 야마시타가 당시 핑크색 옷을 자주 입었기 때문에 분홍색을 의미한다.「pink」의 머리글자에서 따왔다.[99] 덧붙여서 〈Myojo〉 첫 등장의 1998년 2월호에 프로필에는 애칭은 야마삐라고 적혀 있었다.
5. ↑  나가사와 마사미와 공동 주연
6. ↑  나가사와 마사미와 공동 주연
7. ↑  카토리 싱고와 공동 주연
8. ↑  개봉일 기준은 일본에서의 개봉일이다.
9. ↑  2023년 7월 7일 일본 디렉터스 컷 버전 개봉
10. ↑  개봉·방송일자 기준은 일본에서의 공개일이다.
11. ↑  코야마 케이치로와의 콤비 이름, 코야마 + 야마P로 코야마P 명의.
12. ↑  나중에 〈The MONSTERS〉 명의로 싱글 컷된다.
13. ↑   타키츠바 SHOP반
14. ↑  초회한정반 1에서는 도쿄 국제 포럼 공연 (2017.08.31) VTR 출연. 초회한정반 2에서는 에도가와구 종합 문화 센터 공연에서의 〈청춘 아미고〉·〈등너머의 찬스〉를 피로.
15. ↑  카토 시게아키와 공동
16. ↑  코야마 케이치로와 공동. 야마P명의
17. ↑  카토리 싱고와 공동
18. 1 2 3 4 5 6 7 8 9 10 11 12 13 14 15 16  TOMOHISA YAMASHITA명의
19. ↑  카토리 싱고와 공동, The MONSTERS명의
20. ↑  아카니시 진과 공동

### 참조주
1. 1 2 3 4 5 6 7  《야마시타 토모히사의 프로필 히스토리》. 《오리콘 연예인 사전》 (오리콘). 2011년 11월 22일. 2012년 9월 27일에 확인함.
2. 1 2  “야마시타 토모히사” (일본어). CD Journal. 2022년 7월 5일에 확인함.
3. 1 2  “야마삐, 토마와 신 유닛 「이쿠＆삐」!?”. 《SANSPO.COM》. 2009년 11월 22일. 2009년 11월 24일에 원본 문서에서 보존된 문서. 2016년 5월 3일에 확인함.
4. 1 2  《야마시타 토모히사, “오디션 받은 날”부터 28년 「포기할 때, 어려운 길을 선택해 좋았다」 지금까지와 앞으로의 생각 밝힌다》. 2024년 9월 2일. 2024년 9월 4일에 확인함. 다음 글자 무시됨: ‘ 네이티브’ (도움말)
5. ↑  후쿠다 레이 (2012년 1월 17일). 《山P의 미인 여동생·야마시타 리나씨, 쌩얼 안경 모습을 공개! 「오빠와 똑같아」라고 대평판!》. 시네마 투데이. 2016년 9월 1일에 확인함.
6. ↑  《야마시타 토모히사》. 워너 뮤직 재팬. 2012년 1월 28일에 원본 문서에서 보존된 문서. 2018년 7월 7일에 확인함.
7. ↑  “야마시타 토모히사 「두근두근」 4년 만의 오리지널 앨범”. 《nikkansports.com》. 2018년 7월 5일. 2018년 7월 7일에 확인함.
8. 1 2  “야마P, 2년 만에 전국 투어 음악 활동을 본격적으로 개시”. 《도쿄 주니치 스포츠》. 2018년 7월 5일. 2018년 7월 5일에 원본 문서에서 보존된 문서. 2018년 7월 7일에 확인함.
9. ↑  《야마시타 토모히사》. HIGH HOPE ENTERTAINMENT. 2023년 4월 11일에 확인함.
10. ↑  《야마시타 토모히사, 공식 사이트 & FC 개설을 보고 “혼자서도 많은 동료와 함께 걸어가고 싶다”》. 《ORICON NEWS》. 2021년 2월 16일. 2021년 2월 16일에 확인함.
11. 1 2  《야마시타 토모히사, “야마 P의 낳은 부모” 타키자와 히데아키에게「다리를 향해 자지 못한다」 쟈니즈 Jr.시대의 비화 밝힌다》. 모델 프레스. 2018년 7월 26일. 2018년 7월 30일에 확인함.
12. ↑  《야마시타 토모히사 쟈니스 퇴소하고 있던 해외에서의 활동 의향》. 《닛칸 스포츠》. 2020년 11월 10일. 2021년 5월 6일에 확인함.
13. 1 2 3  “NEWS 야마시타 토모히사가 정식으로 메이지대학 졸업”. 《nikkansports.com》 (닛칸 스포츠 신문사). 2008년 9월 19일. 2012년 9월 27일에 확인함.
14. ↑  《야마시타 토모히사가 「신의 물방울」 국제 드라마 프로젝트에서 주연 「나에게 있어서의 와인학의 바이블」(2021년 8월 24일)》. 음악 나탈리. 2021년 9월 14일에 확인함.
15. ↑  야마시타 토모히사 (2018년 7월 30일). 《야마시타 토모히사 롱 인터뷰 「항상“넥스트 스텝”을 찾아 살아왔다」》. 《더 텔레비전》. (인터뷰). 2018년 9월 17일에 확인함.
16. ↑  《야마시타 토모히사, 「임금님의 브런치」출연 좋아하는 타입을 고백》. 《T-SITE뉴스 엔터테인먼트》 (T-MEDIA HOLDINGS). 2016년 1월 30일. 2016년 3월 10일에 원본 문서에서 보존된 문서. 2016년 3월 5일에 확인함.
17. ↑  《야마시타 토모히사, 솔로 전신 후에는 「자유롭지만 외로움도 있다」 - NEWS 시절도 되돌아 본다》. 《마이 네비 뉴스》 (마이 네비게이션). 2016년 1월 30일. 2018년 7월 7일에 확인함.
18. 1 2 3 4  “야마시타 토모히사 자니스 Jr. 시대의 브레이크 전기는 “골절” 「너, 근성 있어」”. 《Sponichi Annex》. 2020년 4월 7일. 2020년 4월 18일에 확인함.
19. ↑  《도모토 코이치 「백댄서에 대해 춤을 추는 편이 잊지 않는다」야마P와 자니스 Jr. 있는 어떤 피로》. 《더 텔레비전》 (KADOKAWA). 2018년 7월 29일. 2018년 7월 30일에 확인함.
20. ↑  “야마시타 토모히사 V6에게 감사 「많은 일을 배웠습니다」 「이노하라 군에게 불려…」비화도”. 2021년 11월 1일. 2021년 11월 29일에 확인함.
21. ↑  “야마P, 토마에 "전설 유닛" FOUR TOPS "자니스 카운트 다운"에서 폭포 츠바사 백댄서 참전”. 《ORICON NEWS》. 2018년 12월 13일. 2021년 11월 29일에 확인함.
22. ↑  “「8시다J」20년 만에 하룻밤의 부활 타키자와 히데아키, 아라시, 칸쟈니∞, 야마시타 토모히사, 이쿠타 토마, 카자마 슌스케, 하세가와 준…”. 《모델 프레스》. 218년 12월 12일. 2021년 11월 29일에 확인함.
23. ↑  키노시타 시오리 (2017년 7월 21일). 《야마 P × 이쿠타 토마나, 사쿠라이 쇼 × 이마이 츠바사의 조합도!? 자니스의 놀라운 유닛을 되돌아 보는》. 《dmenuTV》 (NTT도코모). 2018년 7월 7일에 원본 문서에서 보존된 문서. 2018년 7월 7일에 확인함.
24. ↑  야마다 미호코 (2017년 10월 4일). “요점 체크, 미토 황문에 하세가와 준군이 등장(쟈니 담!:129)”. 《아사히 신문 디지털》. 2017년 10월 4일에 원본 문서에서 보존된 문서. 2018년 4월 26일에 확인함.
25. ↑  “야마시타 토모히사 “더 소년구락부” 5년 만에 등장 “P짱의 한사람”도 부활로 게스트에게 히라노 쇼 “신회”와 화제”. 《모델 프레스》. 2018년 9월 7일. 2021년 11월 29일에 확인함.
26. 1 2  “야마시타 토모히사, 동경 타키자와의 프로듀스 「위화감 없다」”. 《nikkansports.com》. 2018년 12월 10일. 2018년 12월 11일에 확인함.
27. ↑  “야마시타 토모히사, 쟈니즈 퇴소에 전해져--활동의 가능성이나 선택지를 넓힌 변천을 추적한다”. 《리얼 사운드》. 2020년 11월 15일. 2021년 11월 29일에 확인함.
28. ↑  “「NewS」피로목! 자니스의 새로운 셔플 군단”. 《SANSPO.COM》. 2003년 9월 15일. 2004년 4월 6일에 원본 문서에서 보존된 문서. 2016년 9월 1일에 확인함.
29. ↑  《「NEWS」를 자칭할 수 없다! ? NEWS 너무 울 수 있는 에피소드 랭킹》. 《goo랭킹》 (일본어). 2021년 2월 5일에 확인함.
30. ↑  나카노 나가 (2020년 2월 8일). 《야마시타 토모히사, SNS 사용으로 확고한 존재감 TV 노출을 조정해 “기아감” 부추기는 브랜딩의 묘》. 《ORICON NEWS》. 2021년 2월 5일에 확인함.
31. ↑  《야마P 등 졸업! 호리코시 고등학교 졸업식 완전 리포트!》. 《테레비 아사히 예능 특보》 (테레비 아사히). 2004년 2월 13일. 2017년 7월 22일에 원본 문서에서 보존된 문서. 2017년 7월 23일에 확인함.
32. ↑  《「청춘아미고」의 진상! 왜, 슈지와 아키라는 이렇게 팔렸는지!?》. ORICON NEWS. 2021년 2월 10일에 확인함.
33. ↑  《야마P, 야마자키 츠토무에 「1개월 정도 말을 건내지 못했다」(2016년 1월 30일)》. WEB더 텔레비전. 2021년 2월 10일에 확인함.
34. ↑  《어른 야마P가 대망의 음악 활동 4년 만에 오리지널 앨범 제작 30대에서 느끼는 「스테키」 담는다(2018년 7월 5일)》. 스포니치. 2021년 2월 23일에 확인함.
35. ↑  “자니스 첫 국제 유닛 ... 야마시타 토모히사와 태국 형제”. 《스포츠 호치》. 2006년 6월 29일. 2007년 1월 23일에 원본 문서에서 보존된 문서. 2017년 1월 2일에 확인함.
36. 1 2  《프로포즈 대작전》. 《ㅍ》 (후지 테레비). 2007. 2020년 9월 21일에 확인함.
37. ↑  “야마P 「게츠9」구세주가 된다! 「코드블루」 7년 만에 재래”. 《닛칸 스포츠》. 2017년 3월 10일. 2021년 12월 26일에 확인함.
38. ↑  《야마시타 토모히사, 첫 주연작의 공개에 감무량!》. 티켓피아. 2008년 3월 10일. 2019년 1월 9일에 확인함.
39. ↑  《야마삐 메이지대학 유년 9월 졸업 목표로 한다(2008년 3월 16일)》. 닛칸 스포츠. 2021년 2월 12일에 확인함.
40. 1 2  “NEWS 야마P 첫 솔로 콘서트 결정!”. 《데일리 스포츠 온라인》. 2009년 9월 28일. 2009년 9월 29일에 원본 문서에서 보존된 문서. 2019년 1월 8일에 확인함.
41. ↑  《드디어 죠 해금! 이것이 야마시타 토모히사, 야부키 죠, 이세야 유스케, 리키이시 토오루다! 『내일의 조』 특보 동영상! (2010년 8월 17일)》. 시네마 투데이. 2021년 2월 12일에 확인함.
42. ↑  《NEWS의 돔 공연 DVD 발매&야마시타 토모히사 아시아 투어 개최(2010년 11월 19일)》. 음악 나탈리. 2021년 2월 12일에 확인함.
43. ↑  《야마시타 토모히사 솔로 투어 요요기 공연이 DVD&Blu-ray화(2011년 11월 26일)》. 음악 나탈리. 2021년 2월 12일에 확인함.
44. ↑  “야마P, 니시키도가 「NEWS」탈퇴!”. 《스포니치 Sponichi Annex》. 2011년 10월 7일. 2016년 5월 15일에 원본 문서에서 보존된 문서. 2017년 4월 21일에 확인함.
45. ↑  다카하시 아즈사 (2016년 8월 2일). 《야마시타 토모히사, Kis-My-Ft2 요코오 와타루, 야라 토모유키…》. Real Sound. 2018년 9월 17일에 확인함.
46. ↑  《야마시타 토모히사가 미국 횡단에 도전한 다큐 프로그램 4월 29일부터 Hulu에서 전달 (2020년 4월 28일)》. 영화.com. 2021년 1월 24일에 확인함.
47. ↑  《야마시타 토모히사 「사랑, 텍사스」로 빠져버리는 & 나가이 세이치와 콜라보레이션(2012년 1월 6 일)》. 음악 나탈리. 2021년 9월 14일에 확인함.
48. ↑  “카토리&야마P, 신 유닛 「The MONSTERS」결성 첫 공연 드라마의 주제가 "공작"”. 《ORICON STYLE》 (오리콘). 2012년 9월 13일. 2012년 9월 27일에 확인함.
49. ↑  《“연출가” 카토리 신고, 야마P 13만명 투어 완주 노래 키스마이 후지가야도 뛰어들어 (2013년 12월 20일)》. ORICON NEWS. 2021년 2월 10일에 확인함.
50. ↑  《야마시타 토모히사, 카토리 신고의 “유전자”에 감사 - 아무로 나미에와의 공연전기에 (2018년 11월 24일)》. 마이 네비 뉴스. 2021년 2월 10일에 확인함.
51. ↑  《야마 P, 이마다 코지와 태그로 버라이어티 프로그램 사회 첫 도전 (2012년 12월 14일)》. ORICON NEWS. 2021년 2월 10일에 확인함.
52. ↑  야마시타 토모히사interviewer=카미 모토코 (2018년 5월 27일). 《야마시타 토모히사가 할리우드 여배우에게 영어로 인터뷰할 수 있을 정도로 향상된 이유 (3/4페이지)》. 《AERA.dot》. (인터뷰). 2018년 9월 17일에 확인함.
53. 1 2  다카하시 아즈사 (2016년 8월 2일). 《야마시타 토모히사, Kis-My-Ft2 요코오 와타루, 야라 토모유키…》. Real Sound. 2018년 9월 17일에 확인함.
54. 1 2 3 4  야마시타 토모히사 (2018년 5월 27일). 《야마시타 토모히사가 할리우드 여배우에게 영어로 인터뷰할 수 있을 정도로 향상된 이유 (1/4페이지)》. 《AERA》.  인터뷰어: 카미 모토코. 2018년 9월 17일에 확인함. 다음 글자 무시됨: ‘AERA.dot’ (도움말)
55. ↑  사토 유이 (2015년 10월 18일). 《야마시타 토모히사, 게츠9 드라마에서 “히마리 역”을 연기한다 지금까지 숙련한 스킬이 발휘된 그 역할은?》. Real Sound. 2018년 9월 17일에 확인함.
56. ↑  《야마시타 토모히사 「충실한 해」주연＆조연상으로 사상 최초의 2관 (2016년 5월 3일)》. 닛칸 스포츠. 2021년 2월 10일에 확인함.
57. ↑  《야마시타 토모히사 자신 첫 베스트 앨범 발매, 「Dreamer」를 셀프 커버》. 《Daily News》 (Billboard JAPAN). 2016년 1월 6일. 2020년 11월 29일에 확인함.
58. ↑  “解碼者演員今日陸續來咯（2016年5月8日）”. CHINA PRESS. 2021년 9월 9일에 원본 문서에서 보존된 문서. 2021년 2월 10일에 확인함.
59. ↑  《영화 「해커스 게임」 예고 해금 한경, 봉소악, 리 유안, 야마시타 토모히사가 공동 출연》. ORICON NEWS. 2021년 2월 11일에 확인함.
60. ↑  《야마시타 토모히사 라이브 리포트 “이바라의 길”을 선택해 10년, 솔로의 왕도 아이돌을 목표로(2016년 6월 24일)》. ORICON NEWS. 2021년 2월 10일에 확인함.
61. ↑  《카메나시 카즈야&야마시타 토모히사, 유닛 「카메와 야마P」 결성! 카메나시 주연 드라마에서 주제가》. 마이 네비 뉴스. 2017년 2월 19일. 2017년 7월 23일에 확인함.
62. ↑  우메야마 토미코 (2018년 11월 6일). 《「코드・블루」실사방화 역대 5위에! 92억 이상》. 시네마 투데이. 2020년 11월 17일에 확인함.
63. ↑  《아무로 나미에가 오키나와에서 라스트 라이브 히라이 켄, 야마시타 토모히사 등과 콜라보레이션 (2018년 9월 17일)》. ORICON NEWS. 2021년 2월 10일에 확인함.
64. ↑  《야마시타 토모히사, 아무로 나미에 씨 라스트 라이브의 무대 뒤를 밝히는 리허설은 “긴장했네요” (2018년 11월 25일)》. Music Voice. 2021년 2월 10일에 확인함.
65. ↑  《야마시타 토모히사가 투어 & 앨범에서 음악 활동 재개 「30대의 내가 멋지다고 생각되는 음악을」 (2018년 7월 5일)》. 음악 나탈리. 2021년 2월 10일에 확인함.
66. ↑  《야마시타 토모히사 4년만의 앨범, KAT-TUN 카메나시 카즈야가 작사로 참가 (2018년 11월 3일)》. 음악 나탈리. 2021년 2월 10일에 확인함.
67. ↑  《야마시타 토모히사, 통역&매니저 없는 3개월 해외 로케에 충실감 「자립할 수 있었을까」(2019년 11월 7일)》. ORICON NEWS. 2021년 2월 11일에 확인함.
68. ↑  《야마시타 토모히사 “더·인터내셔널”인 촬영 현장에서 분투중 「매우 가슴이 뛰어나고 있습니다」 (2019년 9월 19일)》. ORICON NEWS. 2021년 2월 10일에 확인함.
69. ↑  《자니즈 15조 참가의 기간 한정 유닛 Twenty★Twenty 결성, 악곡 제공은 사쿠라이 카즈토시》. 《음악 나탈리》. 2020년 5월 15일에 확인함.
70. ↑  “「Twenty★Twenty」야마시타 토모히사 「매우 영광」 미스틸 사쿠라이 작사 작곡 「smile」22일 선행 전달”. 《스포츠 호치》. 2020년 6월 16일. 2020년 9월 21일에 확인함.
71. ↑  《야마시타 토모히사, 신곡 「Nights Cold」가 「THE HEAD」ED곡에. 해외 전달도 결정》. 《BARKS》. 2020년 6월 4일. 2020년 6월 15일에 확인함.
72. ↑  《야마시타 토모히사, 첫 가사 비디오 세계 공개 신곡 「Nights Cold」를 7개 언어로》. 《ORICON NEWS》 (オリコン). 2020년 7월 15일. 2020년 9월 21일에 확인함.
73. ↑  《야마시타 토모히사가 자신 출연 Hulu 드라마 「THE HEAD」ED 테마를 작사, 해외 전달도 결정 (2020년 6월 4일)》. 음악 나탈리. 2021년 2월 12일에 확인함.
74. ↑  《야마시타 토모히사, 세계 최대급의 음악 페스티벌「Tomorrowland」온라인판에 토크 출연(2020년 7월 20일)》. 음악 나탈리. 2021년 2월 10일에 확인함.
75. ↑  《일부 보도를 받아 야마시타 토모히사가 연예 활동 자숙, 카메나시 카즈야는 엄중주의 처분》. 《음악 나탈리》. 2020년 8월 17일. 2020년 10월 1일에 확인함.
76. ↑  《당사 소속 탤런트 야마시타 토모히사·카메나시 카즈야(KAT-TUN)에 관한 보고》. Johnny's net. 2020년 8월 17일. 2020년 10월 9일에 원본 문서에서 보존된 문서. 2020년 10월 2일에 확인함.
77. ↑  《당사 소속 탤런트 야마시타 토모히사에 관한 보고》. Johnny's net. 2020년 11월 10일. 2020년 11월 10일에 원본 문서에서 보존된 문서. 2020년 11월 10일에 확인함.
78. ↑  《야마시타 토모히사, 자니스 사무소 퇴소 발표 「어린 시절부터의 꿈을 향해 새로운 한 걸음을」》. 《Sponichi ANNEX》. 스포츠 닛폰 신문사. 2020년 11월 10일. 2020년 11월 10일에 확인함.
79. ↑  《야마시타 토모히사, 캐나다에서의 영화 촬영 풍경 공개 미국 배우 케빈 하트 등과 공동 출연 (2020년 11월 23일)》. 모델 프레스. 2021년 1월 23일에 확인함.
80. ↑  《「#다다이마」야마시타 토모히사, 귀국을 보고 「포기하지 않고 도전해 갑니다」》. 《ABEMA TIMES》 (일본어). 2021년 3월 6일에 확인함.
81. ↑  《야마시타 토모히사 공식 팬클럽 「Club9」오픈!》. TOMOHISA YAMASHITA Official Site. 2021년 2월 28일. 2021년 2월 28일에 확인함.
82. ↑  《해외 거주자를 대상으로 한 야마시타 토모히사 공식 팬클럽 「Heart9」가 오늘 오픈》. TOMOHISA YAMASHITA Official Site. 2021년 6월 25일. 2021년 9월 5일에 확인함.
83. ↑  FASHIONSNAP.COM (2021년 3월 21일). 《야마시타 토모히사가 불가리의 앰배서더로 취임, 비주얼 공개》. 《FASHIONSNAP.COM 패션 스냅 닷컴》 (일본어). 2021년 3월 21일에 확인함.
84. ↑  《야마시타 토모히사 공식 YouTube 채널 오픈!  (2021년 9월 5일)》. TOMOHISA YAMASHITA Official Site. 2021년 9월 5일에 확인함. |title=에 라인 피드 문자가 있음(위치 28) (도움말)
85. ↑  《야마시타 토모히사가 첫 온라인 라이브 개최 「매우 두근두근하고 있습니다」》. 音楽ナタリー. 2021년 8월 12일. 2021년 8월 24일에 확인함.
86. ↑  《야마시타 토모히사「Beautiful World」배포 출시 본인 출연 CM곡 「고마워, 기쁘다」》. 《ORICON NEWS》. 2021년 9월 15일. 2021년 9월 16일에 확인함.
87. ↑  《야마시타 토모히사, 첫 사진집 「Circle」결정 압권의 육체미 피로》. 모델 프레스. 2021년 9월 3일. 2021년 9월 3일에 확인함.
88. ↑  《야마시타 토모히사가 와인 평론가 토미네 잇세이 역에서 주연, 「신의 물방울」국제 드라마로서 실사화》. 음악 나탈리. 2021년 8월 24일. 2021년 8월 24일에 확인함.
89. ↑  《야마시타 토모히사, 프랑스에서의 장기 체재로부터 귀국 「모두가 내 보물입니다. 지금!」오프샷 동영상 공개》. 스포츠 호치. 2021년 12월 12일. 2022년 2월 12일에 확인함.
90. ↑  “야마시타 토모히사 「처음 스스로 CD를 만들어 주셨습니다」의 보고에 「기쁨이 전해집니다」라고 축복의 목소리”. 《스포츠 호치》. 2022년 2월 15일. 2022년 2월 27일에 확인함.
91. ↑  “이례적인 큰 반향, 추수 감사절에서 밝혀진 히트의 뒷면”. 《ENCOUNT》. 2022년 6월 16일. 2022년 6월 17일에 확인함.
92. ↑  “야마시타 토모히사가 해외에서 계속 도전하는 이유 「귀찮다고 생각하면 끝」”. 《시네마 투데이》. 2022년 5월 15일. 2022년 6월 17일에 확인함.
93. 1 2  “All About 'Drops of God' Star Tomohisa Yamashita”. People. 2023년 4월 21일. 2023년 5월 2일에 확인함.
94. ↑  《야마시타 토모히사 등이 유카타 차임으로 「SEE HEAR LOVE」무대 인사, 아시아 투어에는 「그냥 감동」(2023년 7월 8일)》. 영화 나탈리. 2023년 9월 5일에 확인함.
95. ↑  《야마시타 토모히사 「NEWS로 청춘을 보냈다」》. ORICON. 2023년 9월 3일. 2023년 9월 5일에 확인함.
96. ↑  《야마시타 토모히사 5년 만에 민방 드라마 주연 내년 봄 후지 「블루 모멘트 」기상연구관에서 다시 “생명을 구하는” 역》. 《닛칸스포츠》. 2023년 12월 21일. 2023년 12월 2일에 확인함.
97. ↑  《timelesz, 개명 후 제1탄은 야마시타 토모히사가 프로듀스 멤버 직접의 의뢰에 야마P 「매우 기뻤다」》. 《Billboard Japan》. 2024년 5월 17일. 2024년 7월 8일에 확인함.
98. ↑  “야마시타 토모히사 「블루 모멘트 」 삽입곡 발매, TXT 태현과의 콜라보레이션 곡”. 《주식회사 나타샤》. 2024년 5월 25일. 2024년 7월 8일에 확인함.
99. 1 2 3  “야마P, 이름을 지어준 타키자와에 감사 요코아리로 전국 투어 파이널”. 《CHUNICHI Web》. 2018년 12월 10일. 2018년 12월 10일에 원본 문서에서 보존된 문서. 2018년 12월 11일에 확인함.
100. 1 2  “山P「에로틱 금」”. 《nikkansports.com》 (닛칸 스포츠). 2012년 8월 6일. 2014년 6월 28일에 확인함.
101. 1 2  “야마P 최초의 크라운 프로그램 영어 능력 UP에서 꿈은 할리우드 데뷔!?”. 《산케이 뉴스》. 2015년 7월 9일. 2016년 3월 5일에 확인함.
102. ↑  “야마시타 토모히사, 아라가키 유이 & 아라기 유코 만이 부르는 "별명"이란 "야마P"의 유래도 밝힌다”. 《modelpress》. 2023년 7월 7일. 2023년 12월 23일에 확인함.
103. ↑  야마P와 오구리 슌 등 드라마에 등장하는 “왼손잡이 배우”의 노력 NEWS 포스트 세븐 2017년 8월 28일]
104. ↑  NHK〈더 소년구락부 프리미엄〉(2007년 2월 18일 방송분.)
105. ↑  무코하라 야스타 (2018년 11월 24일). 《야마시타 토모히사, LA에서의 친교 밝히는 제이든 스미스 「미친 정도 만난 가운데 제일 좋은 사람」》. Real Sound. 2018년 11월 29일에 확인함.
106. ↑  《야마시타 토모히사 「쟈니씨 덕분에 행복합니다」 「아직도 새로운 세계를 추구해 갑니다」라고 결의》. ORICON NEWS. 2021년 1월 23일에 확인함.
107. ↑  “야마시타 토모히사: 로스앤젤레스에서 영어 회화 레슨! 프라이빗으로 다니는 학교나 행사의 일식점도 방문”. 《MANTANWEB》. 2018년 11월 23일. 2018년 11월 29일에 확인함.
108. ↑  《야마시타 토모히사, 윌 스미스의 인스타에 등장 수수께끼 인맥에 팬 환희》. 《크랭크인！》 (할리우드 채널). 2018년 4월 24일. 2018년 9월 17일에 확인함.
109. ↑  《야마시타 토모히사, 윌 스미스와의 교류 낳은 인연 「우연이지만...」 (2020년 6월 8일）》. J-CASTニュース. 2021년 1월 31일에 확인함.
110. ↑  “야마P, 가장 친한 친구의 제이든 스미스와 재회 「토모는 만난 가운데 제일 좋은 사람이야」”. 《스포츠 호치》. 2018년 11월 24일. 2018년 11월 29일에 확인함.
111. ↑  《『해커스 게임』 응원대장 재중 생일기념! 독점 인터뷰 “10년래의 큰 친구 한경&야마P의 공연에 놀라움!”(2019년 1월 26일)》. BANGER!!!. 2021년 1월 31일에 확인함.
112. ↑  《야마시타 토모히사, 중국 SNS ‘웨이보’에 등장 현지 팬 열광… 공식 개인 계정, J 사상 처음인가》. 《J-CAST ニュース》 (일본어). 2018년 6월 21일. 2021년 2월 5일에 확인함.
113. ↑  《야마시타 토모히사, 공식 Weibo(웨이보) 개설에서 인터넷 소란 「야마P가 SNS에」》. 《모델 프레스》 (모델 프레스). 2018년 6월 21일. 2018년 6월 22일에 확인함.
114. ↑  《중국에서 인기있는 일본인 배우는? 2020년 남녀별 랭킹의 베스트 10 발표 (2020년 1월 16 중국에서 인기 있는 일본인 배우는? 2020년 남녀별 랭킹의 베스트 10 발표 (2021년 1월 16일)》. 영화.com. 2021년 1월 23일에 확인함.
115. ↑  《Tomohisa Yamashita Volcano》. 《GQ JAPAN 11월호》 (프레지던트사). 2019. 98–105쪽.
116. ↑  “야마시타 토모히사 인스타, 개설으로부터 7시간 반으로 100만 팔로워 돌파 세계 레벨의 기세”. 《ORICON STYLE》 (오리콘). 2019년 5월 16일. 2019년 5월 16일에 확인함.
117. ↑  《야마시타 토모히사가 인스타 팔로워 “1위”에 사생활 보여주는 모습이 호평》. 《여성자신》 (코분샤). 2020년 1월 31일. 2020년 11월 17일에 확인함.
118. ↑  《인스타, 팔로워 1위는 와타나베 나오미 남성은 야마시타 토모히사 (2021년 1월 8일)》. 닛케이 전자판. 2021년 1월 23일에 확인함.
119. ↑  《야마P 존경하는 대배우·야마자키 츠토무와의 일상 회화를 전부 녹음 “연기의 가치관을 바꾸어 주셨다”(2020년 6월 14일)》. Sponichi Annex. 2021년 1월 31일에 확인함.
120. ↑  “야마시타 토모히사&야마자키 츠토무, 10년 만에 공연&Twitter의 게시물에 감동의 목소리”. 《시네마 투데이》. 2022년 4월 6일. 2022년 6월 17일에 확인함.
121. ↑  “야마시타 토모히사, 말 막혀 눈물 「가슴이 뜨거워져 버려」”. 《모델 프레스》. 2022년 6월 15일. 2022년 6월 17일에 확인함.
122. ↑  “코드 블루 야마시타 토모히사 10년에 붙은 버릇”. FNN. 2017년 7월 12일. 2018년 8월 10일에 확인함.
123. ↑  “아사리 요스케, 야마시타 토모히사를 다시 “완코피”로 히카 아이 미가 츳코미 「코드 블루」 팬 환희”. 《모델 프레스》. 2021년 7월 11일. 2021년 11월 28일에 확인함.
124. ↑  《야마시타 토모히사 & Hey! Say! JUMP 야마다 료스케에 「BL의 냄새가 난다」? 프라이빗 에피소드 공개》. 《모델 프레스》 (인터넷 네이티브). 2017년 9월 23일. 2018년 9월 17일에 확인함.
125. ↑  “야마시타 토모히사씨 참가 프로젝트 「Good Morning September」가 T셔츠 발매 EC사이트의 운용을 매거시크가 서포트”. 《마이 네비 뉴스》. 2021년 9월 8일.
126. ↑  “야마시타 토모히사, 일본인 최초의 명예 마스터 소믈리에 수여 「와인에 사랑을」 프랑스 대사 공저에서 기자 회견”. ORICON NEWS. 2023년 10월 4일. 2023년 10월 7일에 확인함.
127. 1 2 3 4 5  “「NEWS」야마시타 드라마에서 “솔로가수””. 《Sponichi Annex》. 2005년 7월 7일. 2005년 7월 21일에 원본 문서에서 보존된 문서. 2016년 8월 23일에 확인함.
128. ↑  “카메나시 & 야마시타가 W 주연 드라마”. 《Sponichi Annex》. 2005년 7월 23일. 2008년 3월 12일에 원본 문서에서 보존된 문서. 2019년 4월 16일에 확인함.
129. ↑  《야마시타 토모히사 『드래곤 사쿠라』 최종회에 “목소리만” 등장 “전작 학생” 캐스트가 16년 만에 전 출연 (2021년 6월 27일)》. ORICON NEWS. 2021년 6월 27일에 확인함.
130. ↑  《Hulu 오리지널 「THE HEAD」》. Hulu. 2020년 5월 14일에 확인함.
131. ↑  “야마시타 토모히사 : 국제 드라마 「THE HEAD」가 6월 12일 전달 비주얼, 티저 영상 해금”. 《MANTANWEB》. 2020년 4월 23일. 2020년 5월 14일에 확인함.
132. ↑  《야마시타 토모히사 『THE HEAD』 일본어 더빙판 자신의 애플 리코에 도전 “굉장히 어려웠다”(2021년 7월 21일)》. 2021년 7월 22일에 확인함.
133. ↑  《야마시타 토모히사가 가사에 담은 「뒤 테마」란? Hulu 오리지널 「THE HEAD」Season2에 다시 ED곡 제공! 감독이나 공연자와의 ㊙ 에피소드도》. BANGER!!!편집부. 2023년 8월 5일에 확인함.
134. ↑  “야마시타 토모히사, 『아리스 인 보더랜드』 S2 등장으로 야마자키 켄토와 공연 츠네마츠 유리, 이소무라 하야토 등도 출연에”. 《Real Sound》. blueprint. 2022년 6월 19일. 2022년 6월 19일에 확인함.
135. ↑  “Netflix, 이번에는 야마P의 "전라"로 세계를 노리는 이유”. 《도쿄 경제 온라인》. 2022년 12월 29일. 2023년 1월 4일에 확인함.
136. ↑  《야마시타 토모히사, hulu 오리지널 『신의 물방울』에서 해외 드라마 첫 주연 「더 나은 것을 만들 수 있도록 절차탁마해 갑니다」(2021년 8월 24일)》. ORICON NEWS. 2021년 8월 24일에 확인함.
137. ↑  “야마시타 토모히사, 해외 드라마 첫 주연작 「신의 물방울」전 촬영 종료! 타이틀 결정 & 2023년 전송에”. 《시네마 투데이》. 2022년 7월 7일. 2022년 7월 7일에 확인함.
138. ↑  “야마시타 토모히사, 해외 드라마 첫 주연작 「신의 물방울」9.15 전달 개시! 티저 비주얼도”. 《시네마 투데이》. 2023년 7월 3일. 2023년 7월 3일에 확인함.
139. ↑  “야마P 버라이어티 첫 사회 「80 점 정도」”. 《nikkansports.com》 (닛칸스포츠 신문사). 2013년 1월 17일. 2013년 9월 28일에 확인함.
140. ↑  《야마시타 토모히사의 신관 프로그램이 탄생 인간 떠난 초인기에 앙천 「여러분을 모르는 세계에 데려가 준다」＜야마시타 토모히사의 초인한계＞》. 《WEB 더 텔레비전》 (KADOKAWA). 2024년 5월 31일. 2024년 5월 31일에 확인함.
141. ↑  “NEWS의 야마시타 토모히사, 내레이션에 첫 도전”. 《SANSPO.COM》. 2003년 10월 25일. 2005년 3월 7일에 원본 문서에서 보존된 문서. 2016년 7월 25일에 확인함.
142. ↑  “아무로 나미에 : Hulu 다큐멘터리 최종회는 2편 세워 라스트 라이브는 완전판을 전달 마지막 1개월 밀착 영상도”. 《MANTANWEB》. 2018년 9월 28일. 2019년 2월 5일에 확인함.
143. ↑  《카메와 야마P가 젊은 날의 갈등을 고백 「쟈니씨에게 불려…」 (2017년 5월 19일)》. WEB 더 텔레비전. 2021년 2월 10일에 확인함.
144. ↑  《그래미상 시상식, 야마시타 토모히사가 WOWOW 생중계에 게스트 출연》. BARKS. 2021년 1월 13일에 확인함.
145. ↑  《야마시타 토모히사, 그래미상 직전의 LA 로케 현지 아티스트와 악곡 제작&대담 (2020년 1월 22일)》. ORICON NEWS. 2021년 1월 31일에 확인함.
146. ↑  《야마시타 토모히사가 「THE HEAD」특번에 출연, 스페인에서 만난 사람들과 리모트 재회도》. 영화 나탈리. 2021년 1월 12일에 확인함.
147. ↑  《야마시타 토모히사의 출연이 결정! 도쿄도내 최대급의 모빌리티 미디어 「GROWTH」이동중의 택시를 무대로, 인생관을 말하는 쇼트 다큐멘터리 「목적지」를 한정 전달 (2021년 10월 25일)》. PR TIMES. 2021년 10월 25일에 확인함.
148. ↑  《도전자·야마시타 토모히사를 쫓는 다큐멘터리 작품의 전달 결정, 「일본」 「한국」 「음악」축에 전 10화》. 주식회사 나타샤. 2023년 8월 13일. 2023년 9월 5일에 확인함.
149. ↑  《야마시타 토모히사 라디오 레귤러 프로그램 스타트!》. 워너 뮤직 재팬. 2012년 3월 29일. 2012년 7월 9일에 원본 문서에서 보존된 문서. 2017년 11월 15일에 확인함.
150. ↑  《야마시타 토모히사, 라디오 프로그램 종료로 아쉬운 목소리 속속 “태그”가 트렌드 1위에 향후의 활동은?》. 모델 프레스. 2018년 3월 30일. 2018년 4월 18일에 확인함.
151. ↑  “NEWS의 야마시타 토모히사가 빅토리아에 요가지도”. 《SANSPO.COM》. 2005년 2월 2일. 2005년 2월 5일에 원본 문서에서 보존된 문서.
152. ↑  “야마시타 군 & 치카라 쿠라라 CM 할 수 있었다”. 《데일리 스포츠 online]]》. 2006년 12월 5일. 2006년 12월 5일에 원본 문서에서 보존된 문서.
153. ↑  《「칼피스」 유래의 유산균 과학 시리즈 신CM 매일의 건강을 서포트하는 3개의 “부적”을 PR! 야마시타 토모히사씨가 신CM 캐릭터에 취임! "붉은 부적"으로 컨디션 관리를 부드럽게 추천! 「지키는 일하는 유산균」 신TVCM 「지키고 있습니까? 이리젠초」편 외 전 3 타이틀 2019년 1월 17일(목)부터 전국에서 방송 개시》. 아사히 음료. 2019년 1월 17일. 2019년 2월 2일에 원본 문서에서 보존된 문서. 2019년 2월 5일에 확인함.
154. ↑  《야마시타 토모히사 씨 출연! 신상품 「메인터넌스 워터」 from 「지키는 일하는 유산균」TVCM 「여름, 걸려 오다」편이 6월 11일(화)부터 전국에서 온에어! 야마시타 토모히사 씨의 오리지널 QUO 카드가 맞는 캠페인도 실시!》. 아사히 음료. 2019년 6월 6일. 2019년 6월 29일에 확인함.
155. ↑  《야마시타 토모히사, 콜라보레이션 슈즈 발표회에서 스마트폰을 꺼내 “조금 사진 좋습니까?”》. 《후지테 리뷰!!》 (후지 TV). 2019년 12월 19일. 2019년 12월 19일에 원본 문서에서 보존된 문서. 2019년 12월 27일에 확인함.
156. ↑  《야마시타 토모히사, 코스메틱 브랜드 광고에 기용 「자연체로 있는데는, 리프레시하는 것이 중요하다」(2021년 8월 1일)》. ORICON NEWS. 2021년 8월 1일에 확인함.
157. ↑  “야마시타 토모히사가 모든 여성을 응원하고 치유하는 HADA NATURE 헤어 케어 시리즈의 CM에 출연”. 《음악 나탈리》. 2021년 9월 15일. 2021년 9월 16일에 확인함.
158. ↑  “야마시타 토모히사, “공중 매달기”CM 촬영으로 “근육통이 되어 있었습니다(웃음)” 작사 다룬 CM곡도 공개”. 《ORICON NEWS》. 2021년 9월 22일. 2021년 9월 22일에 확인함.
159. ↑  “야마시타 토모히사 씨가 꽃 배달의 CM에 첫 등장 「올해의 어머니의 날은 제가 전달합니다」”. 《PR TIMES》. 2022년 3월 3일. 2022년 3월 14일에 확인함.
160. ↑  “야마시타 토모히사가 출연하는 도코모의 TVCM이 2월 4일부터 해금”. 《High Hope Entertainment》. 2023년 2월 4일. 2023년 2월 6일에 확인함.
161. ↑  《마치 명작 영화의 한 장면? 맥 CM 첫 출연, 야마시타 토모히사가 눈부신 몸짓을 피로》. 《ORICON NEWS》 (oricon ME). 2024년 5월 1일. 2024년 5월 1일에 확인함.
162. ↑  “야마P가 일본인 최초 “몽클레일 지니어스” 이미지 캐릭터 기용 다운 입고 한여름 촬영도 「럭키」”. 《CHUNICHI Web》. 2019년 11월 7일. 2019년 11월 9일에 확인함.[깨진 링크(과거 내용 찾기)]
163. ↑  《야마시타 토모히사 「불가리」앰배서더 취임 「나 나름대로 도전을 계속해 나가고 싶다」(2021년 3월 21일)》. モデルプレス. 2021년 3월 30일에 확인함.
164. ↑  《야마시타 토모히사가 말하는 사랑 불가리 신작 인게이지먼트 링 「로마 아몰」이 탄생(2021년 7월 30일)》. PR TIMES. 2021년 8월 1일에 확인함.
165. ↑  “야마시타 토모히사, 디올 뷰티의 앰배서더 취임 「나에게만 전할 수 있는 메시지를 발신하고 싶다」”. ORICON NEWS. 2021년 5월 17일. 2021년 5월 17일에 확인함.
166. ↑  《디올이 인기 립틴트 쇄신, 야마시타 토모히사가 비주얼에 등장 (2021년 5월 21일)》. FASHIONSNAP.COM. 2021년 8월 1일에 확인함.
167. ↑  《「디올」이 지중해의 낙원을 이미지 한 새로운 향수 “에덴 록”을 발매 야마시타 토모히사도 밀어》. WWD JAPAN. 2021년 8월 1일에 확인함.
168. ↑  《야마시타 토모히사가 모엣 & 샹동의 프렌즈 오브 더 하우스로 취임!》. 《VOGUE JAPAN》. 2023년 8월 4일. 2023년 8월 5일에 확인함.
169. ↑  “자니스 여름 투어 121만명 동원”. 《nikkansports.com》. 2000년 10월 16일. 2000년 10월 27일에 원본 문서에서 보존된 문서. 2018년 9월 17일에 확인함.
170. ↑  《자니즈 신그룹 「쟈PA 니즈」 피로목 오미소카 총세 250명 출연 특번》. 《ORICON NEWS》. 2010년 11월 28일. 2022년 2월 13일에 확인함.
171. ↑  《타키츠바, 2년 반 만에 싱글에 후배 집결 10주년 돔 영상》. 《음악 나탈리》. 2014년 2월 3일. 2022년 2월 13일에 확인함.
172. ↑  《아무로 나미에, 라스트 스테이지의 전모 야마시타 토모히사도 서프라이즈 등장으로 회장 소란 <레포·세트 리스트>》. 《모델 프레스》 (인터넷 네이티브). 2018년 9월 17일. 2019년 2월 5일에 확인함.
173. ↑  《ＫＡＴ－ＴＵＮ, 내년 5월에도 재시동! 카메나시, 현지·에도가와 개선 라이브로 말했다》. 《サンスポ》 (산케이 신문사). 2017년 10월 31일. 2022년 2월 13일에 확인함.
174. ↑  “올해의 음악 씬을 물들인 뮤직 비디오를 표창하는 어워드 「MTV VMAJ 2023」야마시타 토모히사의 출연이 결정! ～「MTV VMAJ 2023 -THE LIVE-」라고 양 공연에 출연! ~ (2023년 9월 16일)”. PR TIMES. 2023년 12월 1일에 확인함.
175. ↑  “KAT-TUN 카메나시 카즈야, 야마시타 토모히사와 4년 만에 스테이지 공연 「절차탁마 할 수 있는 친구」 「청춘 아미고」 피로【세트 리스트 있음】”. ORICON. 2024년 2월 24일. 2024년 3월 11일에 확인함.
176. ↑  “ASTRO 차은우, 베루나 돔에서 솔로 공연을 개최! 윤산하＆야마시타 토모히사도 등장 「믿을 수 없다」”. Kstyle. 2024년 4월 1일. 2024년 4월 4일에 확인함.
177. ↑  《야마시타 토모히사 「사랑, 텍사스」오리콘 위클리 차트 1위 획득! 5 작품 연속 싱글 선두에!》. CDJournal. 2012년 3월 6일. 2016년 5월 3일에 확인함.
178. ↑  “【오리콘】야마시타 토모히사, 커버곡 「SUMMER NUDE」로 6번째 선두”. 《ORICON STYLE》 (오리콘). 2013년 8월 6일. 2013년 9월 28일에 확인함.
179. ↑  《【오리콘】합산 싱글 STU48이 1위 3위·Juice=Juice는 2위·야마시타 토모히사와의 차이를 줄인다》. 《ORICON NEWS》 (오리콘). 2019년 2월 20일. 2019년 2월 21일에 확인함.
180. ↑  《야마시타 토모히사, 자신 작사의 신곡 「CHANGE」로 통산 7번째 싱글 1위【오리콘 랭킹】》. 《ORICON NEWS》. 2019년 6월 26일에 확인함.
181. ↑  《주간 합산 싱글 랭킹》. 2022년 9월 30일에 확인함.
182. ↑  《주간 합산 싱글 랭킹》. 2022년 9월 30일에 확인함.
183. ↑  《야마시타 토모히사가 신곡으로 구독 해금, "아름다운 세계"와 "그렇지 않은 세계"의 공존을 노래한다》. 《음악 나탈리》. 2021년 9월 6일. 2021년 9월 16일에 확인함.
184. ↑  《오리콘 주간 디지털 싱글(단곡) 랭킹 2021년 09월 27일자》. 《ORICON NEWS》. 2021년 9월 27일. 2022년 9월 28일에 확인함.
185. ↑  《빌보드 Download Songs 2021년 09월 22일》. 《billboard JAPAN》. 2021년 9월 22일. 2022년 9월 28일에 확인함.
186. ↑  《야마시타 토모히사, 신곡 「Forever in My Heart」 17일 방송&MV 공개 불가리를 무대로 ‘나 나름의 사랑에 대한 찬송가’》. 《ORICON NEWS》. 2022년 6월 15일. 2021년 6월 17일에 확인함.
187. ↑  《오리콘 주간 디지털 싱글(단곡) 랭킹 2022년 06월 27일자》. 《ORICON NEWS》. 2022년 6월 27일. 2022년 9월 28일에 확인함.
188. ↑  《빌보드 Download Songs 2022년 06월 29일》. 《billboard JAPAN》. 2022년 6월 29일. 2022년 9월 28일에 확인함.
189. ↑  《「I See You」Amazon Music에 오늘부터 독점 선행 전달! YouTube Live & MV 프리미어 공개 결정!》. 《https://tomohisayamashita.com/topics/2956/》. 2023년 6월 2일. 2023년 8월 5일에 확인함. |website=에 외부 링크가 있음 (도움말)
190. ↑  【오리콘】야마시타 토모히사, 3년 8개월 만에 앨범 선두 (2014년 10월 14일), 오리콘 스타일, 2014년 10월 14일 열람.
191. ↑  《야마시타 토모히사, 앨범 1위 획득 전작 넘어 첫 주 매출》. 《ORICON NEWS》 (오리콘). 2018년 12월 4일. 2018년 12월 4일에 확인함.
192. ↑  “Sweet Vision”. 오리콘. 2024년 2월 10일에 확인함.
193. ↑  “【오리콘】야마시타 토모히사, 첫 베스트가 선두”. ORICON STYLE. 2016년 2월 2일. 2016년 2월 3일에 확인함.
194. ↑  《카메와 야마P 앨범 「SI」 발매 중지 안내》. 《SonyMusic》. 2020년 12월 26일. 2020년 12월 26일에 원본 문서에서 보존된 문서. 2020년 12월 26일에 확인함.
195. ↑  “야마P, DVD 바보 판매! 2주간 이례적인 2만 1000장”. 《스포츠 호치》. 2012년 4월 26일. 2012년 12월 15일에 원본 문서에서 보존된 문서. 2016년 6월 19일에 확인함.
196. ↑  “아무로 지명 야마시타 토모히사와 첫 콜라보레이션”. 《nikkansports.com》. 2011년 2월 17일. 2016년 4월 10일에 확인함.
197. ↑  《제이든 스미스의 신곡 MV에 야마시타 토모히사 등 등장, 시부야에서 촬영》. fashionsap.com. 2021년 1월 17일에 확인함.
198. ↑  “Rain”. 《J Storm OFFICIAL SITE》 (일본어). 2019년 5월 14일에 확인함.
199. ↑  쟈니즈 넷[깨진 링크(과거 내용 찾기)]
200. 1 2  “ジャニーズネット”. 2014년 1월 10일에 원본 문서에서 보존된 문서. 2017년 2월 7일에 확인함.
201. 1 2  “야마시타 토모히사 너무 멋진 맛 워터 동영상 「시작 2초에 반했다」 「레몬이 되고 싶다」”. 《Sponichi Annex》. 2020년 4월 19일. 2020년 5월 14일에 확인함.
202. ↑  《야마시타 토모히사, 후배 timelesz의 개명 후 제1탄 작품곡 프로듀스 「부탁받았을 때는 매우 기뻤다」》. 《ORICON NEWS》 (oricon ME). 2024년 5월 17일. 2024년 5월 31일에 확인함.
203. ↑  《야마시타 토모히사, 국제 드라마 『THE HEAD』 Season1에 이어 2의 엔딩곡도 신작》. 《ORICON NEWS》. 2022년 12월 17일. 2023년 2월 6일에 확인함.
204. ↑  《야마시타 토모히사, 5년 만에 앨범의 신곡 「I See You」가 주연 영화 주제가로》. 《ORICON NEWS》. 2023년 5월 1일. 2023년 5월 2일에 확인함.
205. ↑  《『블루 모멘트』 삽입곡은 야마시타 토모히사×TXT・TAEHYUN의 콜라보곡 야마시타가 드라마의 세계를 이미지해 작사【코멘트 있음】》. 《ORICON NEWS》. 2024년 4월 12일. 2024년 4월 12일에 확인함.
206. ↑  《Concert / stage 「TOMOHISA YAMASHITA　First Solo SHORT BUT SWEET 〜짧지만 좋은 시간을〜」》. 《Johnny's net》 (자니스 사무소). 2010년 1월 6일에 원본 문서에서 보존된 문서. 2018년 12월 11일에 확인함.
207. 1 2  “산P, 좋아하는 여성 속옷의 색 「대답할 수 있어~」”. 《DAILY SPORTS ONLINE》. 2011년 5월 9일. 2011년 6월 3일에 원본 문서에서 보존된 문서. 2017년 7월 23일에 확인함.
208. 1 2 3 4  “야마시타 토모히사 요요기에서 절전 솔로 라이브”. 《nikkansports.com》. 2011년 5월 9일. 2017년 7월 23일에 확인함.
209. ↑  “Concert / stage 「TOMOHISA YAMASHITA ASIA TOUR 2011 Super good Super bad」”. 《Johnny's net》. 자니스 사무소. 2011년 1월 24일에 원본 문서에서 보존된 문서. 2018년 12월 11일에 확인함.
210. ↑  “야마P 단독 공연 홍콩에서 선풍 시작”. 《nikkansports.com》. 2011년 1월 31일. 2011년 2월 3일에 원본 문서에서 보존된 문서. 2018년 6월 23일에 확인함.
211. ↑  “야마시타 토모히사 해외 솔로 활동 아카니시에 자극”. 《nikkansports.com》. 2010년 11월 18일. 2010년 12월 5일에 원본 문서에서 보존된 문서. 2018년 9월 17일에 확인함.
212. ↑  《Concert / Stage「TOMOHISA YAMASHITA LIVE TOUR 2012 〜エロP〜」》. 《Johnny's net》 (자니스 사무소). 2012. 2012년 6월 16일에 원본 문서에서 보존된 문서. 2018년 11월 29일에 확인함.
213. ↑  “야마시타 토모히사, 올해는 20개 도시 투어”. 《DAILY SPORTS ONLINE》. 2013년 8월 22일. 2013년 9월 15일에 원본 문서에서 보존된 문서. 2017년 1월 2일에 확인함.
214. 1 2 3  《“연출가” 카토리 싱고, 야마P 13만명 투어 완주 노래 키스마이 후지가야도 뛰어들어》. 《ORICON NEWS》 (오리콘). 2013년 12월 20일. 2018년 11월 29일에 확인함.
215. ↑  “Concert / Stage「TOMOHISA YAMASHITA TOUR 2013 A NUDE」”. 《Johnny's net》. 자니스 사무소. 2013. 2013년 10월 28일에 원본 문서에서 보존된 문서. 2018년 11월 29일에 확인함.
216. ↑  “야마P, 전국 투어 연출은 카토리! 마지막 날에 “종명””. 《스포츠 호치》. 2013년 12월 20일. 2014년 6월 17일에 원본 문서에서 보존된 문서.
217. ↑  “山P 2年半ぶりツアー・東京公演”. 《주니치 신문》. 2016년 6월 17일. 2016년 6월 17일에 원본 문서에서 보존된 문서. 2016년 8월 23일에 확인함.
218. ↑  “TOMOHISA YAMASHITA THE BEST LIVE TOUR 2016 FUTURE FANTASY”. 《Johnny's net》. 자니스 사무소. 2016년 6월. 2016년 6월 19일에 원본 문서에서 보존된 문서. 2017년 11월 15일에 확인함.
219. ↑  “Concert / Stage「TOMOHISA YAMASHITA THE BEST LIVE TOUR 2016 FUTURE FANTASY in YOYOGI」”. 《Johnny's net》. 자니스 사무소. 2016. 2016년 12월 1일에 원본 문서에서 보존된 문서. 2018년 7월 7일에 확인함.
220. ↑  “Concert / Stage　「TOMOHISA YAMASHITA LIVE TOUR 2018 UNLEASHED-FEEL THE LOVE-」”. 《Johnny's net》. 쟈니스 사무소. 2018. 2018년 11월 29일에 원본 문서에서 보존된 문서. 2018년 12월 2일에 확인함.
221. 1 2  “야마P 「인생의 선배」 타키와 섣달 그믐날 마지막 공연 「즐겁게 보내」”. 《Sponichi Annex》. 2018년 12월 10일. 2018년 12월 10일에 확인함.
222. ↑  “야마시타 토모히사가 카메나시에게 감사 갑작스런 가사 의뢰에도 하루 만에 썼다”. 《nikkansports.com》. 2018년 12월 10일. 2018년 12월 11일에 확인함.
223. ↑  “TOMOHISA YAMASHITA First Online Live Beautiful World”. High Hope Entertainment. 2021년 9월 3일에 원본 문서에서 보존된 문서. 2021년 9월 3일에 확인함.
224. ↑  “TOMOHISA YAMASHITA ARENA TOUR 2023 - Sweet Vision -”. High Hope Entertainment. 2023년 6월 9일에 원본 문서에서 보존된 문서. 2023년 4월 11일에 확인함.
225. ↑  《야마시타 토모히사, 태풍에서 공연 연기 「안전해 주면 다시 반드시 만날 수 있다」→다음날 16일 낮에 즉 개최에 결단에 감사 쇄도》. ORICON. 2023년 8월 15일. 2023년 9월 5일에 확인함.
226. ↑  《야마시타 토모히사「기다린 시간, 100배 돌려줄게!」 5년 만에 투어에 막》. Music Voice. 2023년 9월 3일. 2023년 9월 5일에 확인함.
227. 1 2  《야마시타 토모히사, 아시아 투어 파이널 공연을 마치고 「자신은 행복한 사람입니다」》. 《ORICON NEWS》 (oricon ME). 2024년 7월 15일. 2024년 7월 20일에 확인함.
228. ↑  《TOMOHISA YAMASHITA ASIA TOUR 2024 Sweet Vision+ Up-Close》. 《TOMOHISA YAMASHITA OFFICIAL SITE》 (HIGH HOPE ENTERTAINMENT). 2024. 2024년 7월 20일에 확인함.
229. ↑  《「Club9 First Event　Face To Face 2021」공연의 상세가 결정!! (2021년 11월 29일)》. High Hopr Entertainment. 2000년 10월 16일. 2022년 2월 12일에 확인함.
230. ↑  《야마시타 토모히사 : 「주 프레」 남성 최초의 그라비아 연동 표지 창간 55주년 기념 흠뻑 젖은 모습을 니카이도 후미가 촬영》. 《mantan web》. 2021년 10월 3일. 2021년 10월 14일에 확인함.
231. ↑  《야마시타 토모히사, 자신의 첫 사진집 『Circle』발매 결정 「곧바로 도전 했습니다.」》. 《ORICON NEWS》 (오리콘). 2018년 3월 1일. 2021년 9월 3일에 확인함.
232. ↑  「아르제논에게 꽃다발을」이 4관왕 / 닛칸 스포츠 드라마 GP봄 (2015년 7월 3일), 닛칸 스포츠, 2015년 7월 3일 열람.
233. 1 2 3  “야마시타 토모히사 「충실한 해」주연＆조연상으로 사상 최초의 2관왕”. 《nikkansports.com》. 2016년 5월 3일. 2016년 5월 3일에 확인함.
234. ↑  《야마시타 토모히사가 첫 수상! 드라마 아카데미상 최우수 남우상에 빛난다!!》. 더 텔레비전. 2017년 11월 15일. 2017년 11월 15일에 확인함.
235. ↑  “야마시타 토모히사, 「MTV VMAJ」프리 이벤트 등장에 대환성 블루 카펫으로 팬사도 (2023년 11월 22일)”. 2023년 12월 1일에 확인함.